# Agamidae
Pour les articles homonymes, voir Agame.
Famille
Synonymes
- Stellionidae Bell, 1825
- Calotae Fitzinger, 1843
- Otocryptae Fitzinger, 1843
- Lophurae Fitzinger, 1843

Les Agamidae sont une famille de sauriens. Elle a été définie par Johann Baptist von Spix en 1825.
Elle contient plus de 400 espèces. Plusieurs genres de cette famille sont appelés agames.

## Répartition
Les espèces de cette famille se rencontrent en Afrique (mais pas à Madagascar), en Australie, dans le sud de l'Asie et quelques-unes dans l'extrême sud-est de l'Europe. Durant l'ère du Tertiaire, cette répartition est beaucoup plus importante, la famille est plus largement présente en Europe, y compris en France. Elle est également connue en Amérique du Nord.

## Description
Les Agamidae n'ont pas de spécificité particulière notable. Ce sont des lézards en général plutôt massifs, avec une tête en général bien marquée, et ils présentent des membres bien développés, pourvus de griffes. Ils ont cinq doigts à chaque membre (à part Sitana ponticeriana) et sont pour une grande majorité muets.
Cette famille comprend des lézards de taille variée : les plus petites atteignent en général 20 cm avec la queue et les plus grandes espèces dépassent rarement un mètre.
Ils sont assez proches des Iguanidae et diffèrent surtout par leur répartition géographique ainsi que par la structure de leur dentition : leurs dents sont de type acrodonte, c'est-à-dire qu'elles sont fixées au sommet des maxillaires (alors que chez les Iguanidae, elles sont fixées sur la face interne de celles-ci).
Chez certaines espèces, il existe un dimorphisme sexuel marqué. Les mâles présentent en général des spécificités par rapport aux femelles : crêtes (Hydrosaurus par exemple), coloration plus vive, épines plus développées, corps ou tête plus massifs, …

## Mode de vie

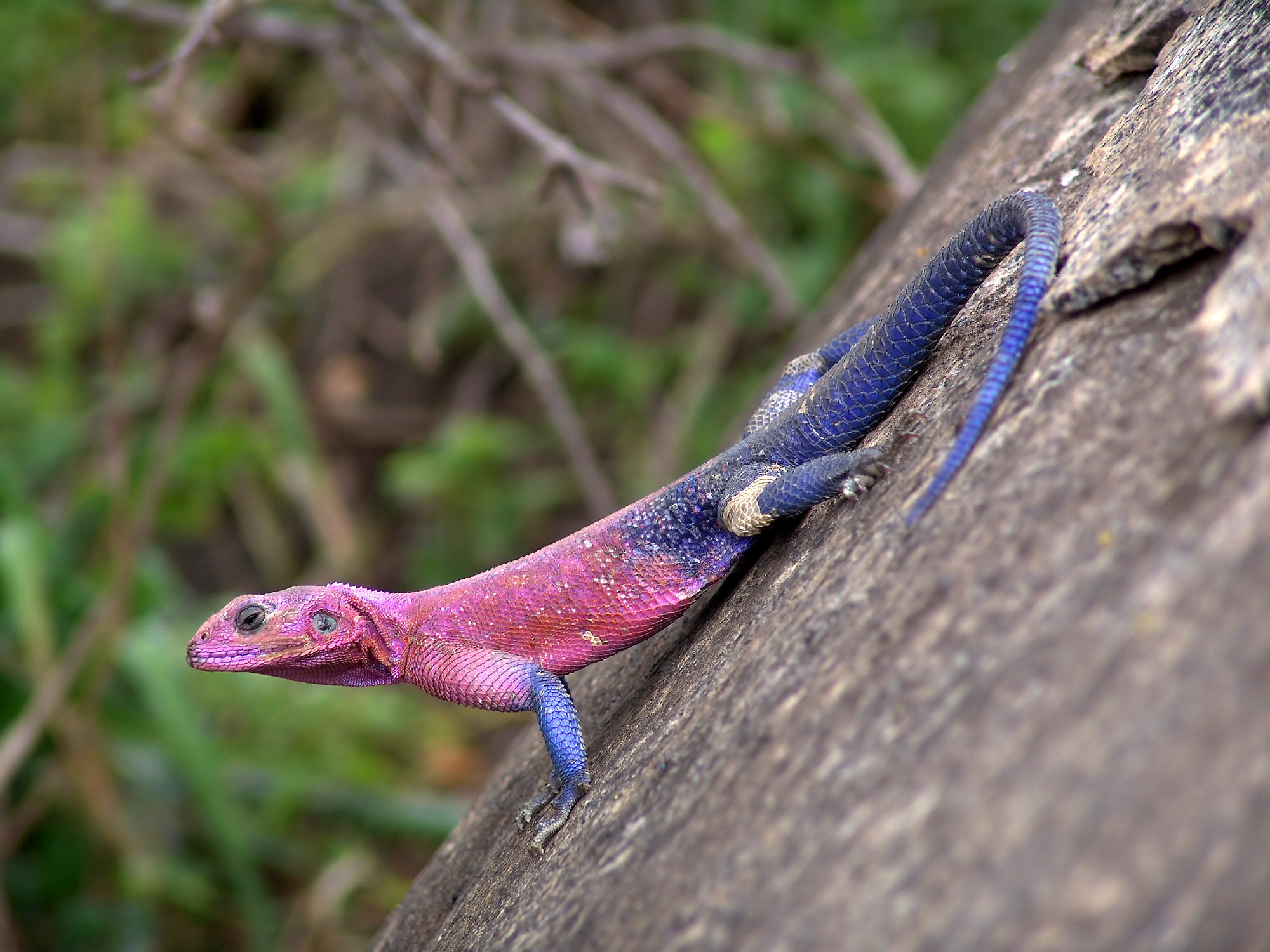
Agame mâle bien coloré (Agama mwanzae). Cette espèce est un genre de lézards proche du margouillat ou agame des colons. (Parc national du Serengeti, Tanzanie, 2006).

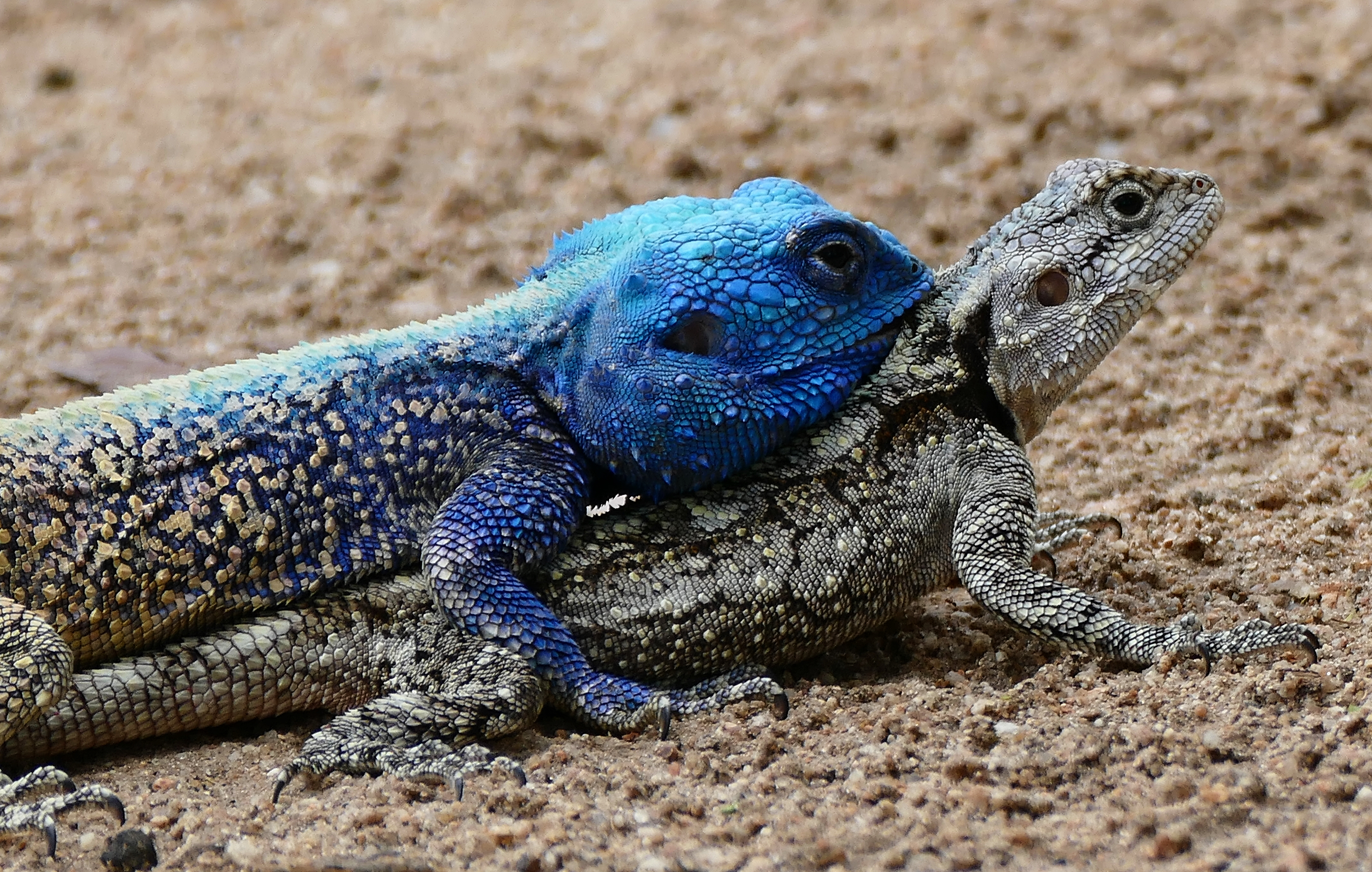
Le dimorphisme sexuel est souvent marqué chez ce groupe.

On rencontre ces reptiles dans de nombreux pays et dans des conditions climatiques différentes.
Ils sont déclinés en de nombreuses espèces dans des milieux arides ou semi-arides, mais aussi en plein désert comme Moloch horridus ou Pogona vitticeps, dont certaines populations vivent dans le grand désert australien.
D'autres vivent dans les bushs et savanes africaines, comme Agama agama, aussi appelé agame des colons.
De nombreuses espèces vivent également dans des milieux humides (forêts pluviales) ou tropicaux humides. Certaines espèces sont même semi-aquatiques comme certaines espèces de Physignathus ou de Hydrosaurus.
Enfin quelques espèces sont adaptées à des climats plus froids, vivant à haute altitude, par exemple à près de 6 000 mètres dans les montagnes de l'Himalaya où la température peut descendre largement en dessous de 0 °C.
Ce sont dans l'ensemble des animaux diurnes et terrestres, mais ceux habitant les forêts sont fréquemment arboricoles ou semi-arboricoles.
Il faut également noter la spécificité du genre Draco, qui comprend les lézards « volants » : ce sont des reptiles pourvus d'une membrane entre les membres antérieurs et postérieurs qui leur permet de planer. Ils s'en servent pour s'élancer des arbres, pour échapper à des prédateurs par exemple.

Le margouillat ou agame des colons, un lézard très coloré
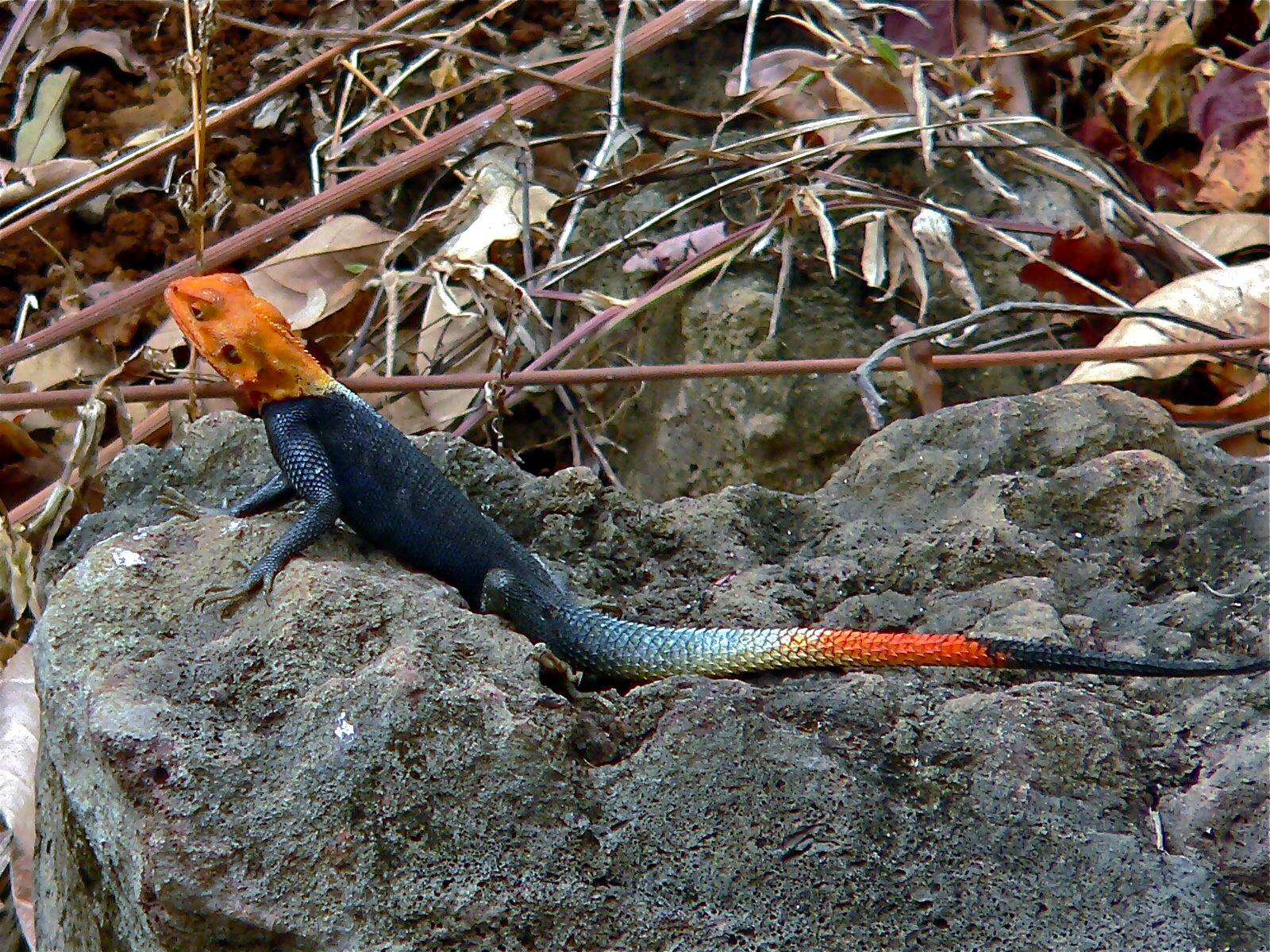
Agama (agama) lionotus mâle, Limbe (Cameroun, 2005).
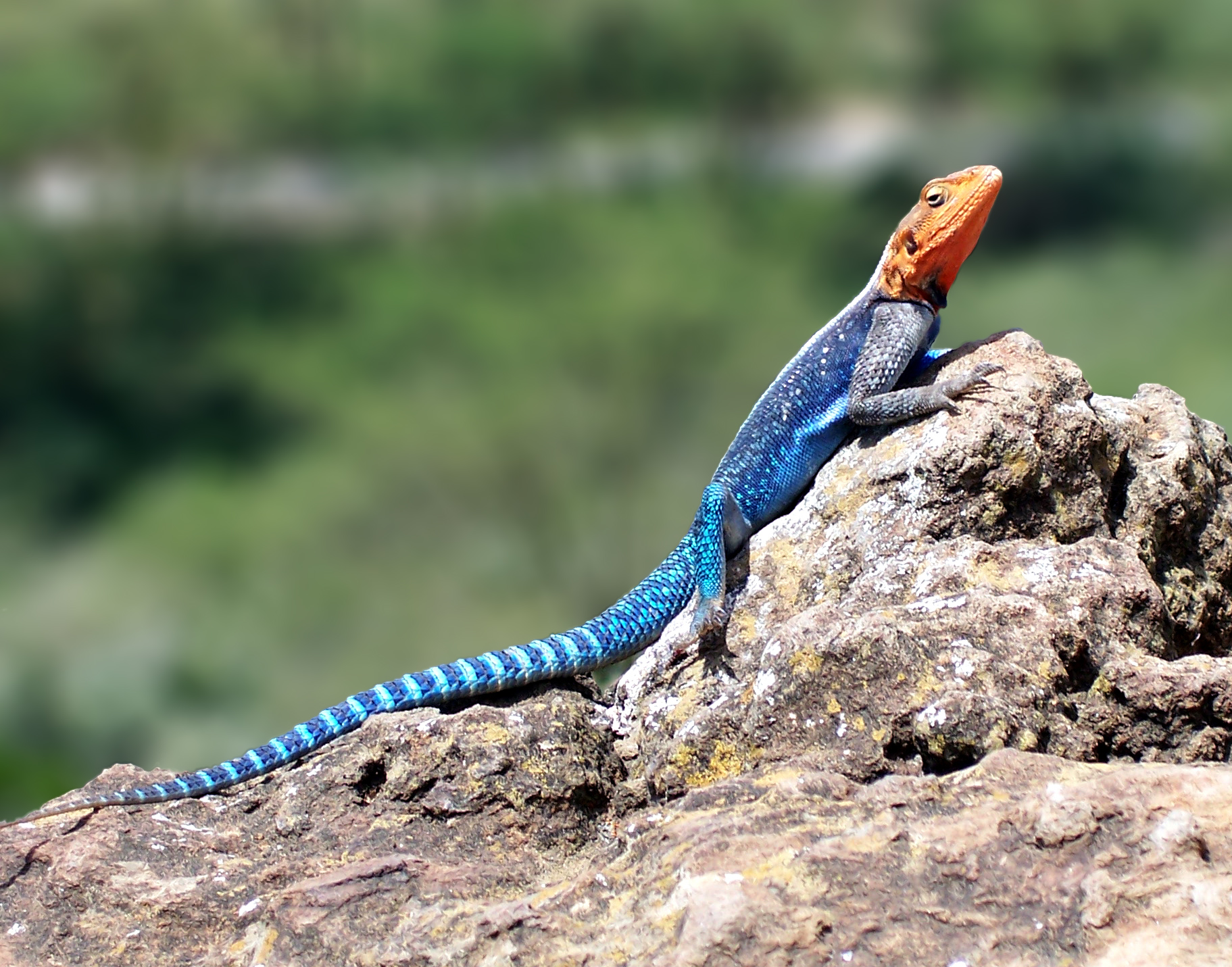
Agama (agama) lionotus mâle, Parc national du lac Nakuru (Kenya, 2005).

## Alimentation
Les agamidés sont des reptiles au régime varié selon les espèces. La plupart consomment de petits arthropodes ou parfois de petits vertébrés. D'autres sont végétariens. Les autres enfin sont omnivores. Certaines espèces changent de régime alimentaire selon les saisons ou au cours de leur croissance.

## Reproduction
La grande majorité des espèces d'agamidés sont ovipares, c'est-à-dire qu'elles pondent des œufs.

## Liste des genres
Selon la base de données taxinomique de la Reptile Database :
sous-famille des Agaminae Spix, 1825 :
- genre Acanthocercus Fitzinger, 1843
- genre Agama Daudin, 1802
- genre Bufoniceps Arnold, 1992
- genre Laudakia Gray, 1845
- genre Paralaudakia Baig, Wagner, Ananjeva & Böhme, 2012
- genre Phrynocephalus Kaup, 1825
- genre Pseudotrapelus Fitzinger, 1843
- genre Stellagama Baig, Wagner, Ananjeva & Böhme, 2012
- genre Trapelus Cuvier, 1817
- genre Xenagama Boulenger, 1895

sous-famille des Amphibolurinae Wagler, 1830 :
- genre Amphibolurus Wagler, 1830
- genre Chelosania Gray, 1845
- genre Chlamydosaurus Gray, 1827
- genre Ctenophorus Fitzinger, 1843
- genre Cryptagama Witten, 1984
- genre Diporiphora Gray, 1842
- genre Gowidon Wells & Wellington, 1985
- genre Hypsilurus Peters, 1867
- genre Intellagama Wells & Wellington, 1985
- genre Lophognathus Gray, 1842
- genre Moloch Cuvier, 1829
- genre Physignathus Cuvier, 1829
- genre Pogona Storr, 1982
- genre Rankinia Wells & Wellington, 1983
- genre Tympanocryptis Peters, 1863

sous-famille des Draconinae Fitzinger, 1826 :
- genre Acanthosaura Ahl, 1926
- genre Aphaniotis Peters, 1864
- genre Bronchocela Kaup, 1827
- genre Calotes Cuvier, 1817
- genre Ceratophora Gray, 1834
- genre Complicitus Manthey & Grossmann, 1997
- genre Cophotis Peters, 1861
- genre Coryphophylax Blyth, 1860
- genre Dendragama Doria, 1888
- genre Draco Linnaeus, 1758
- genre Gonocephalus Kaup, 1825
- genre Harpesaurus Boulenger, 1885
- genre Hypsicalotes Manthey & Denzer, 2000
- genre Japalura Gray, 1853
- genre Lophocalotes Günther, 1873
- genre Lyriocephalus Merrem, 1820
- genre Mantheyus Ananjeva & Stuart, 2001
- genre Oriocalotes Günther, 1864
- genre Otocryptis Wagler, 1830
- genre Phoxophrys Hubrecht, 1881
- genre Psammophilus Fitzinger, 1843
- genre Pseudocalotes Fitzinger, 1843
- genre Pseudocophotis Manthey & Grossmann, 1997
- genre Ptyctolaemus Peters, 1865
- genre Salea Gray, 1845
- genre Sitana Cuvier, 1829
- genre Thaumatorhynchus Parker, 1924

sous-famille des Hydrosaurinae Kaup, 1828 : genre Hydrosaurus Kaup, 1828
sous-famille des Leiolepidinae Fitzinger, 1843 : genre Leiolepis Cuvier, 1829
sous-famille des Uromastycinae Theobald, 1868 :
- genre Saara Gray, 1845
- genre Uromastyx Merrem, 1820

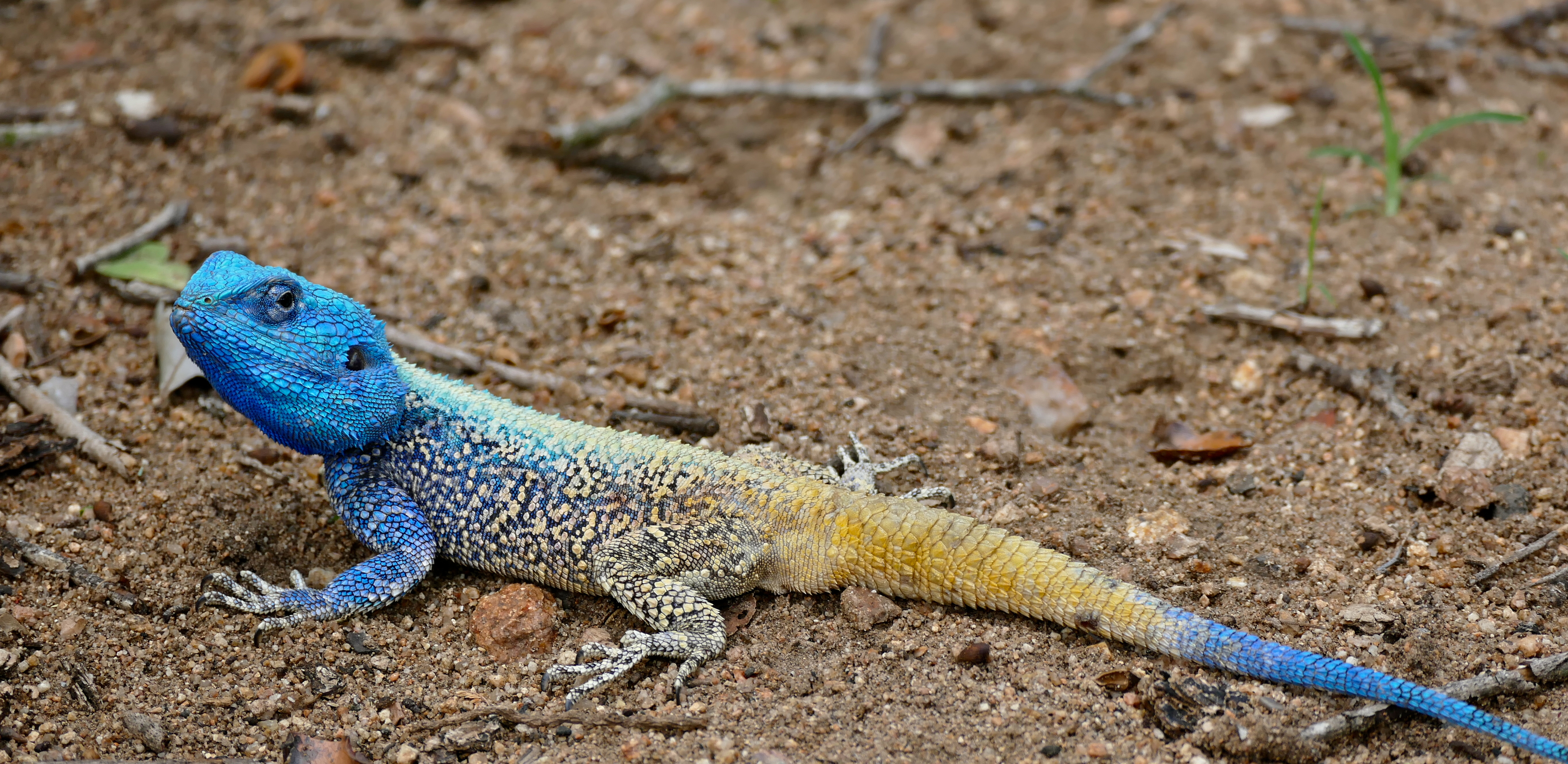
Acanthocercus atricollis.
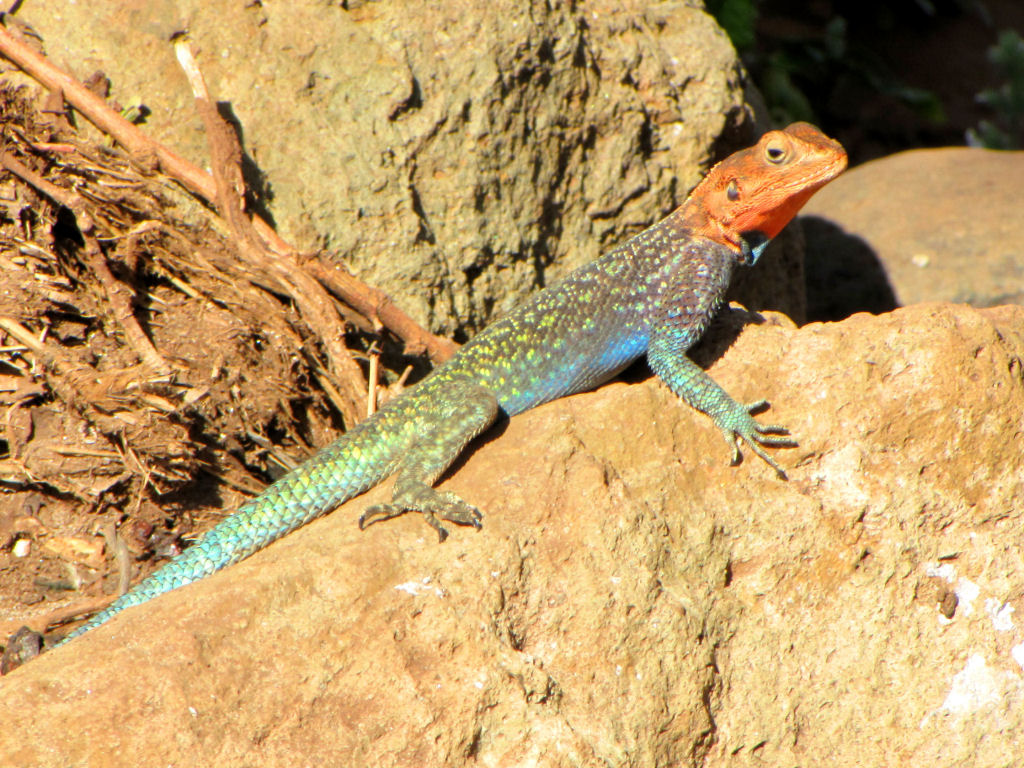
Agama lionotus.
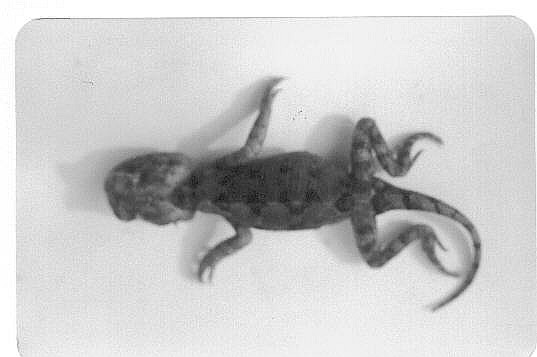
Brachysaura minor.
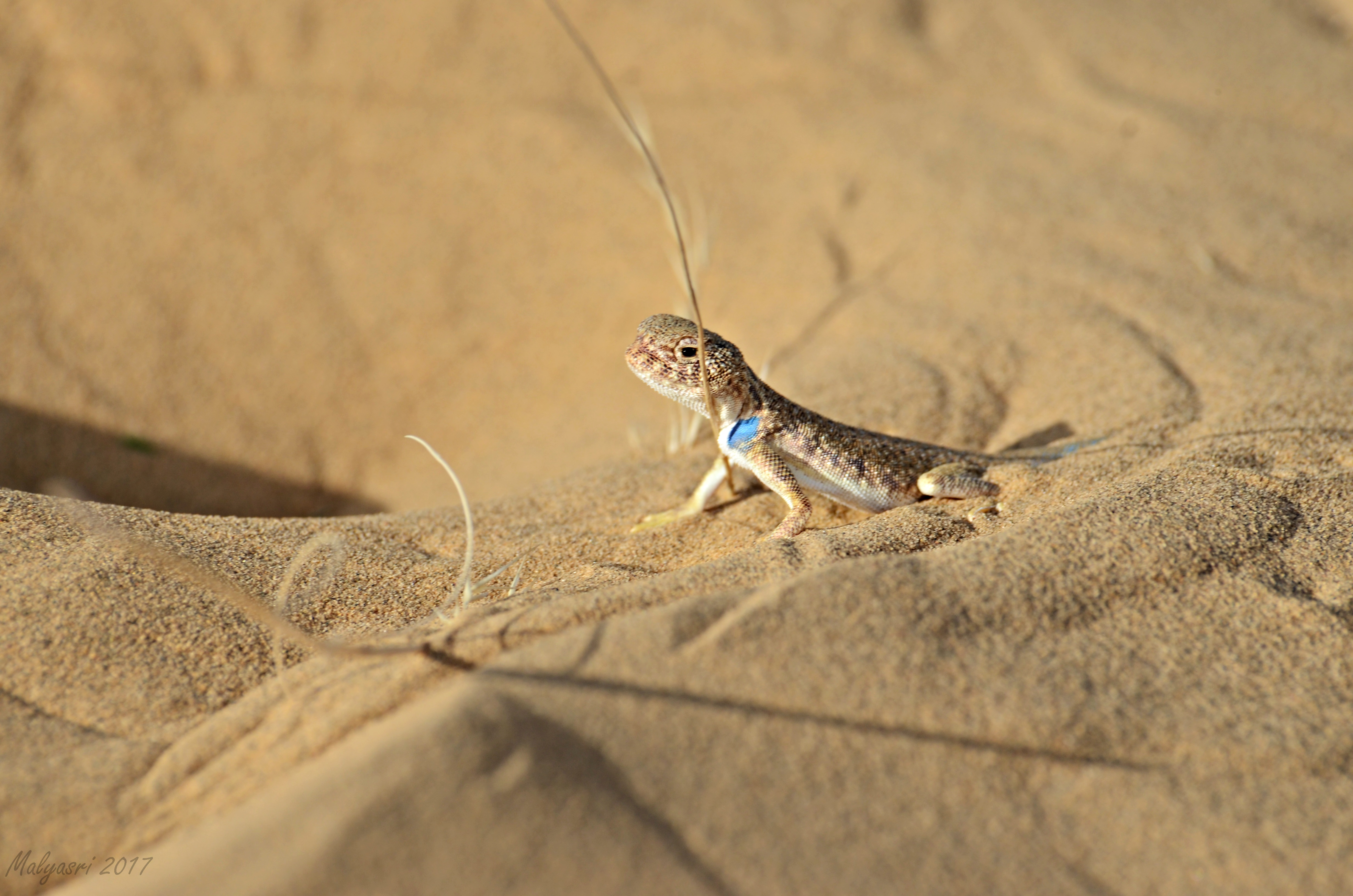
Bufoniceps laungwalaensis.
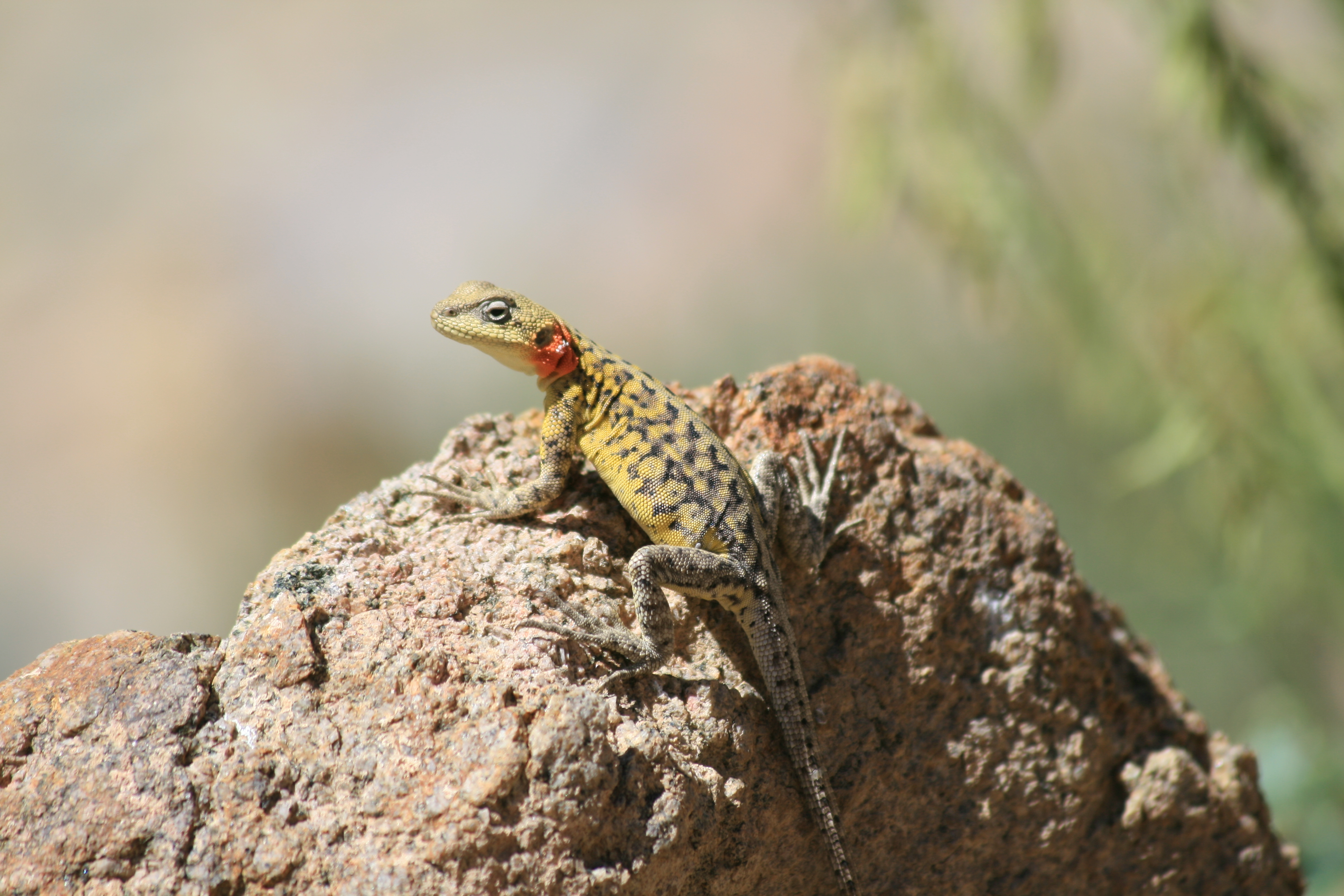
Laudakia himalayana.
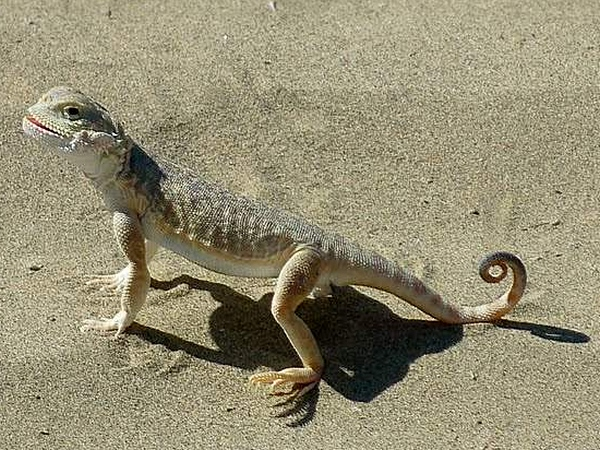
Phrynocephalus guttatus.
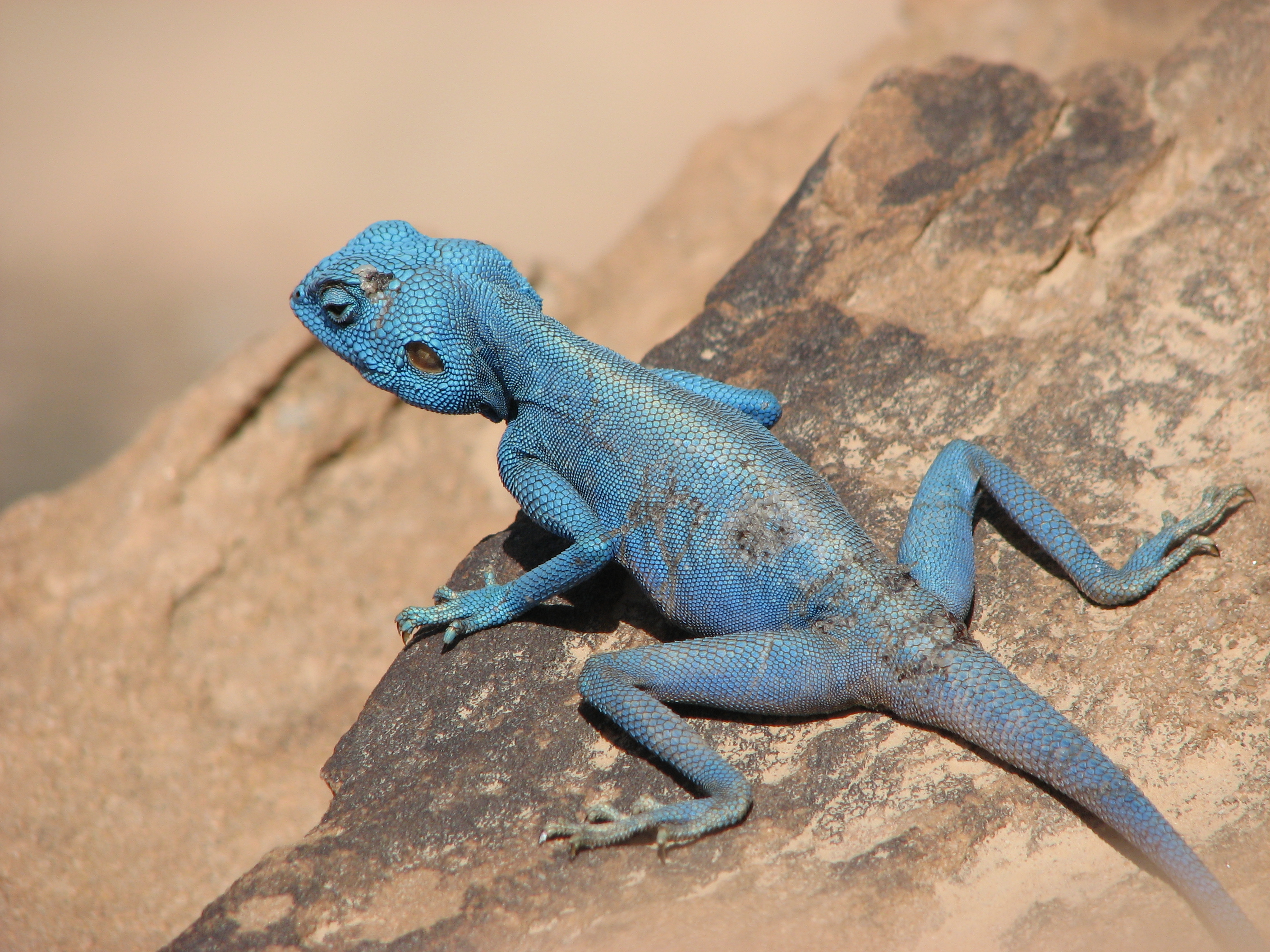
Pseudotrapelus sinaitus.
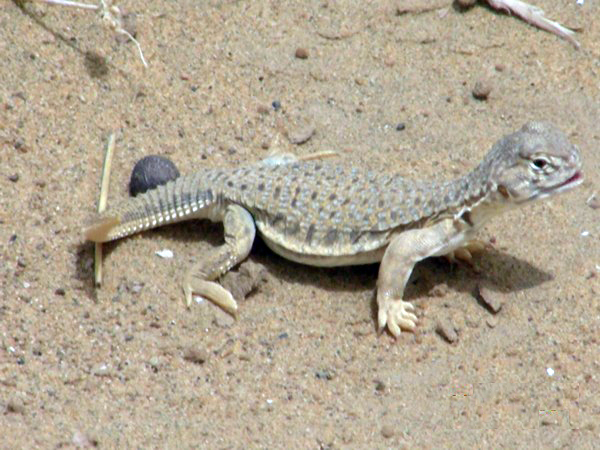
Saara hardwickii.
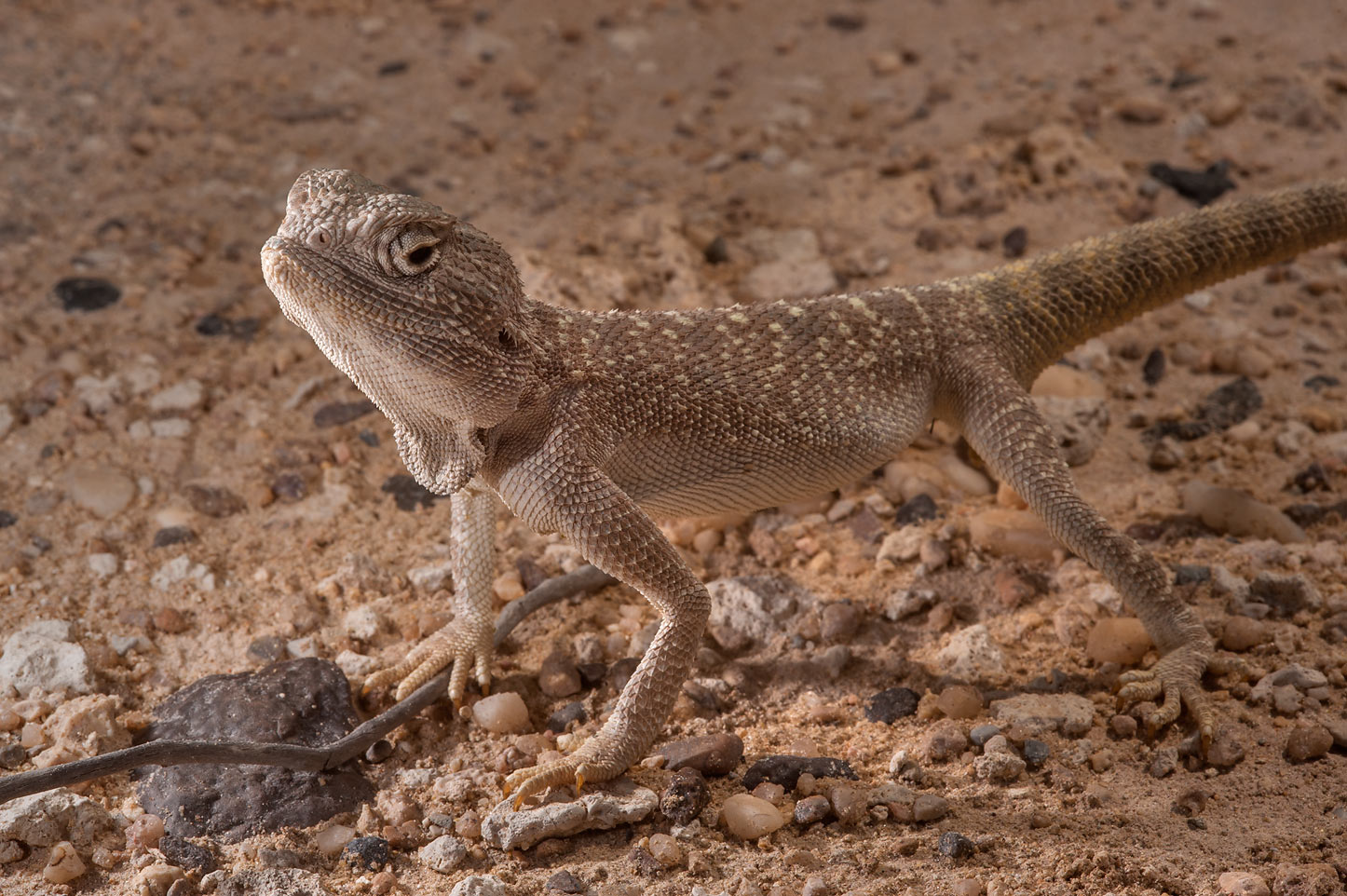
Trapelus flavimaculatus.
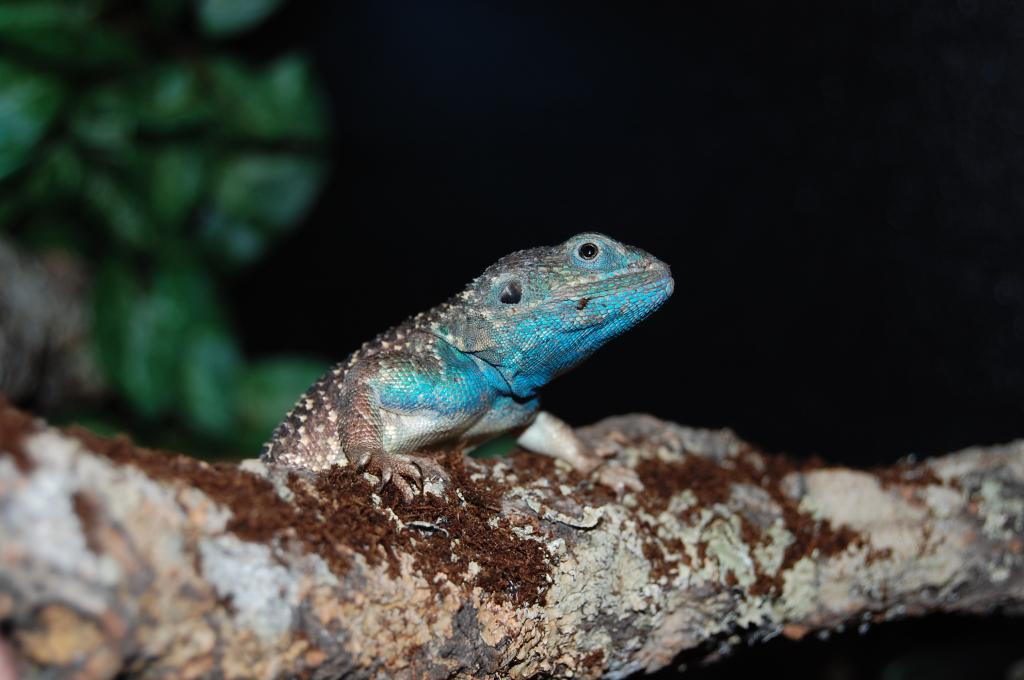
Xenagama batillifera.
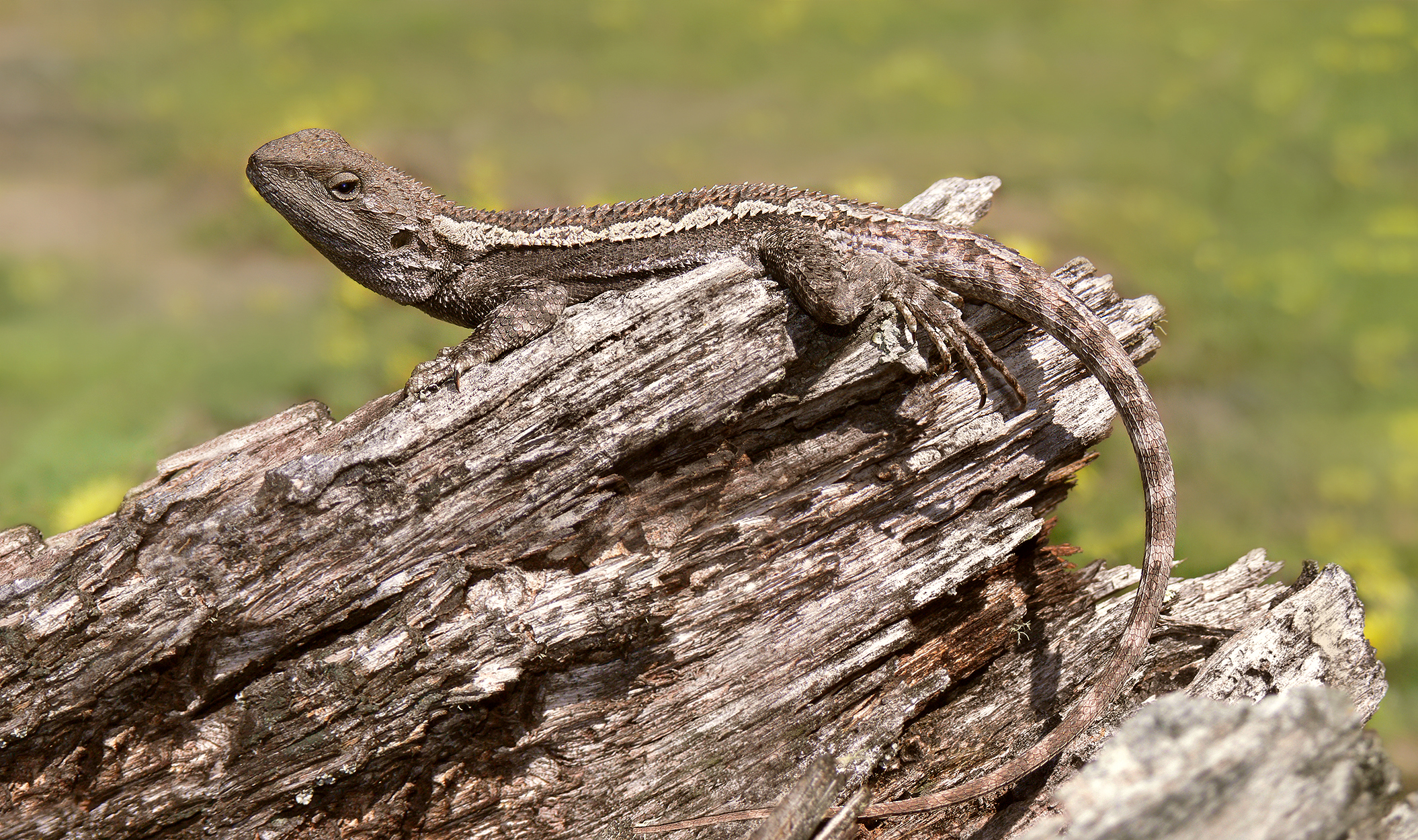
Amphibolurus muricatus.
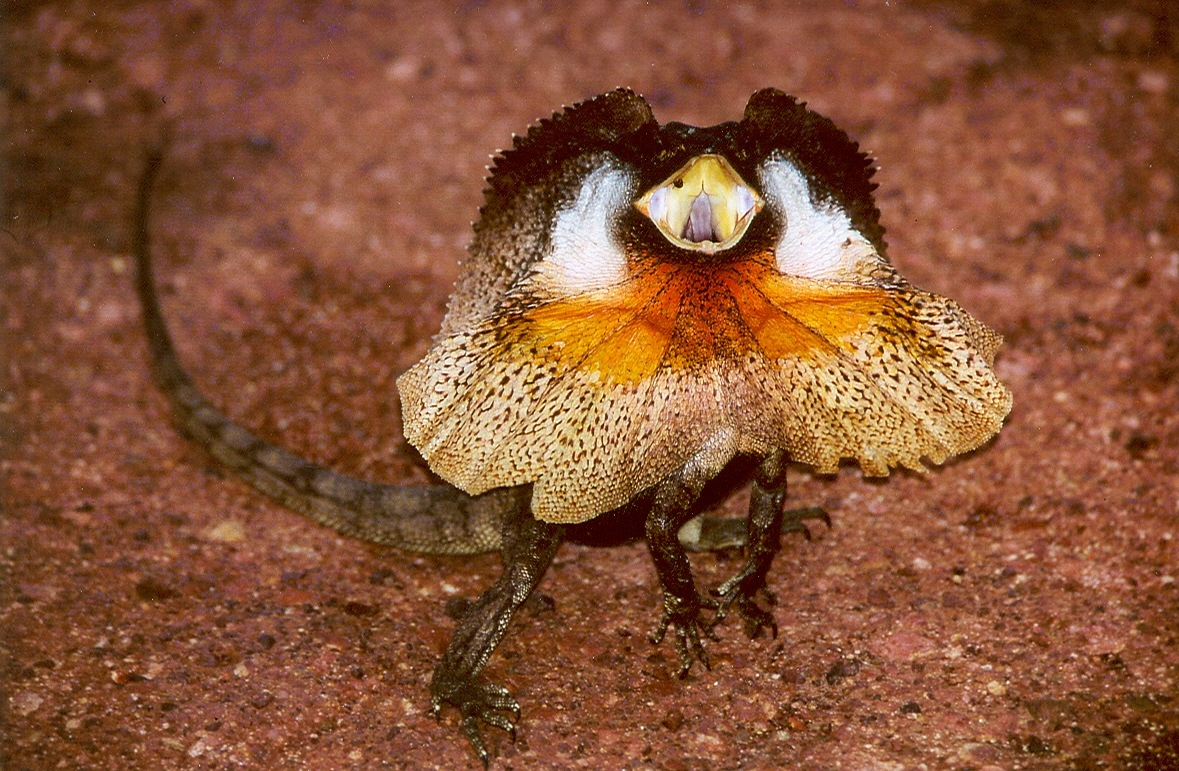
Chlamydosaurus kingii.
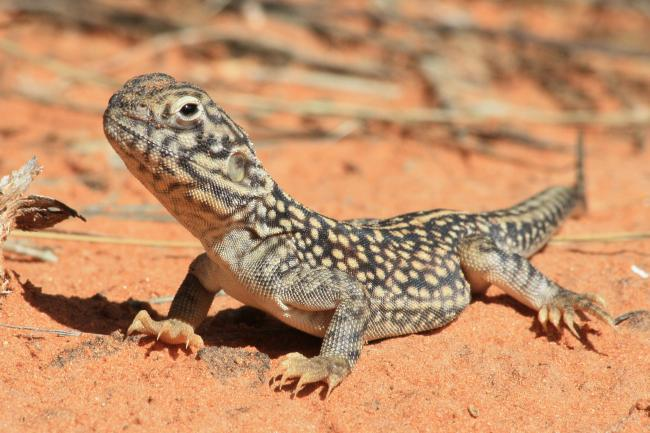
Ctenophorus nuchalis.
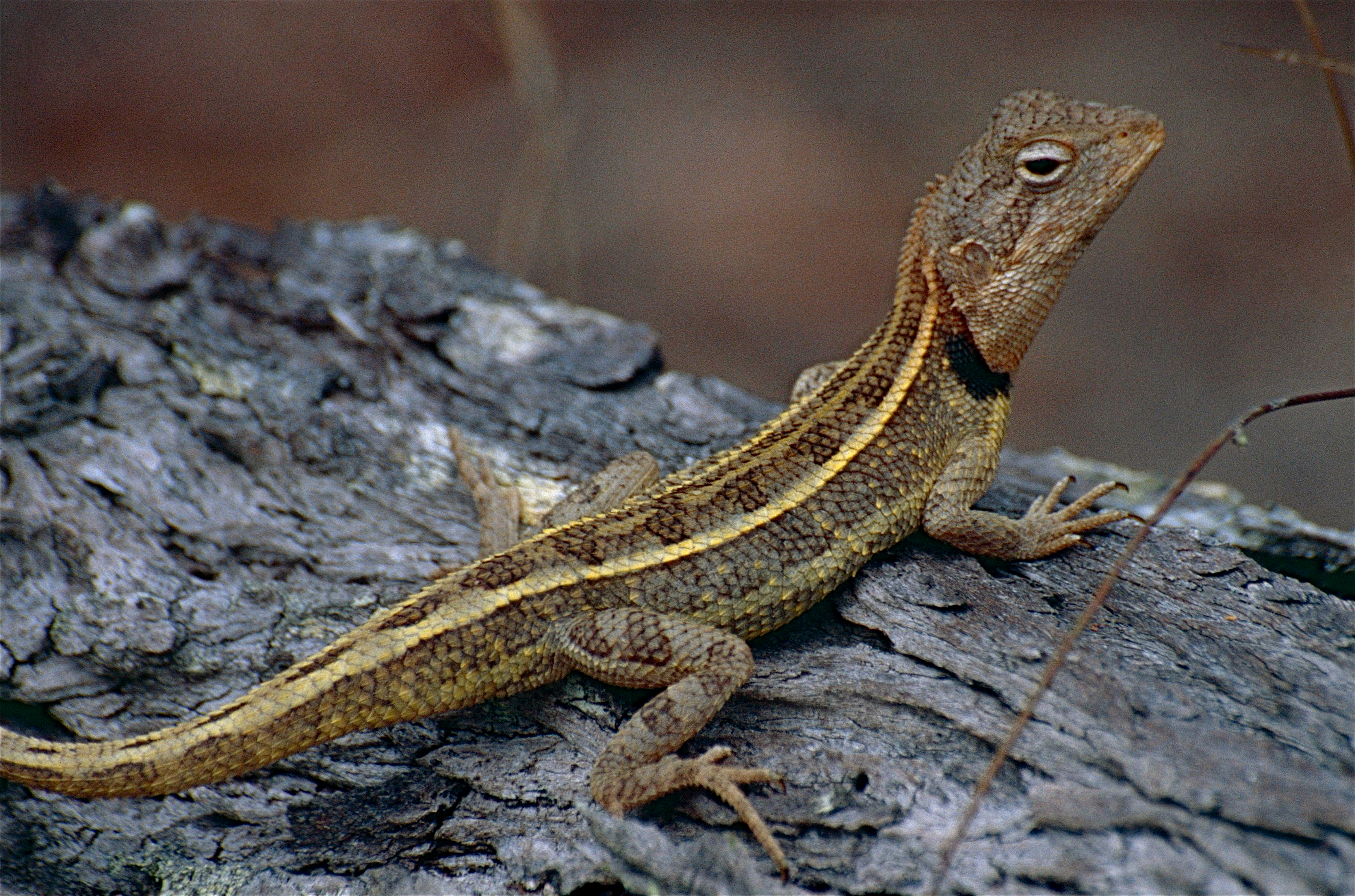
Diporiphora bilineata.
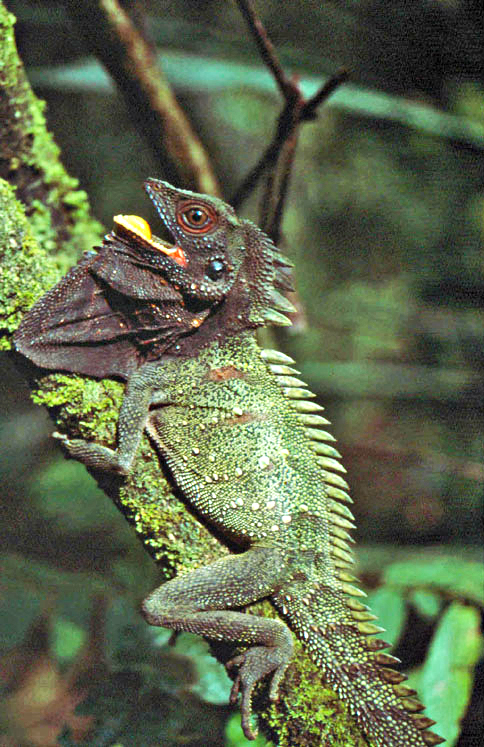
Hypsilurus dilophus.
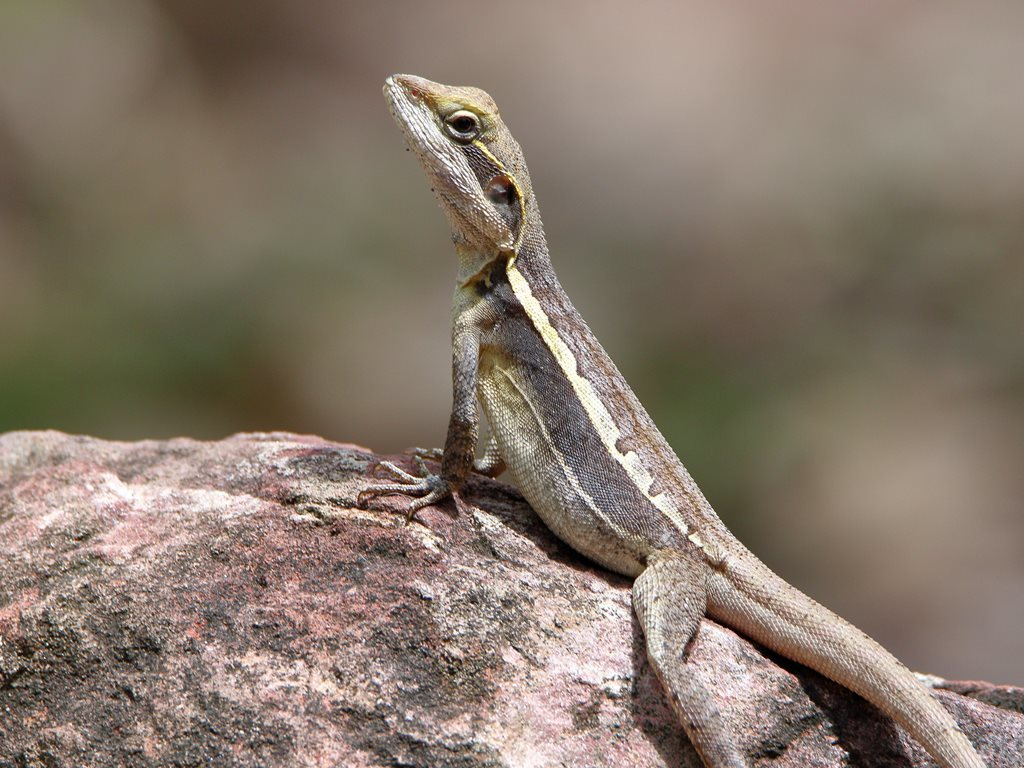
Lophognathus gilberti.
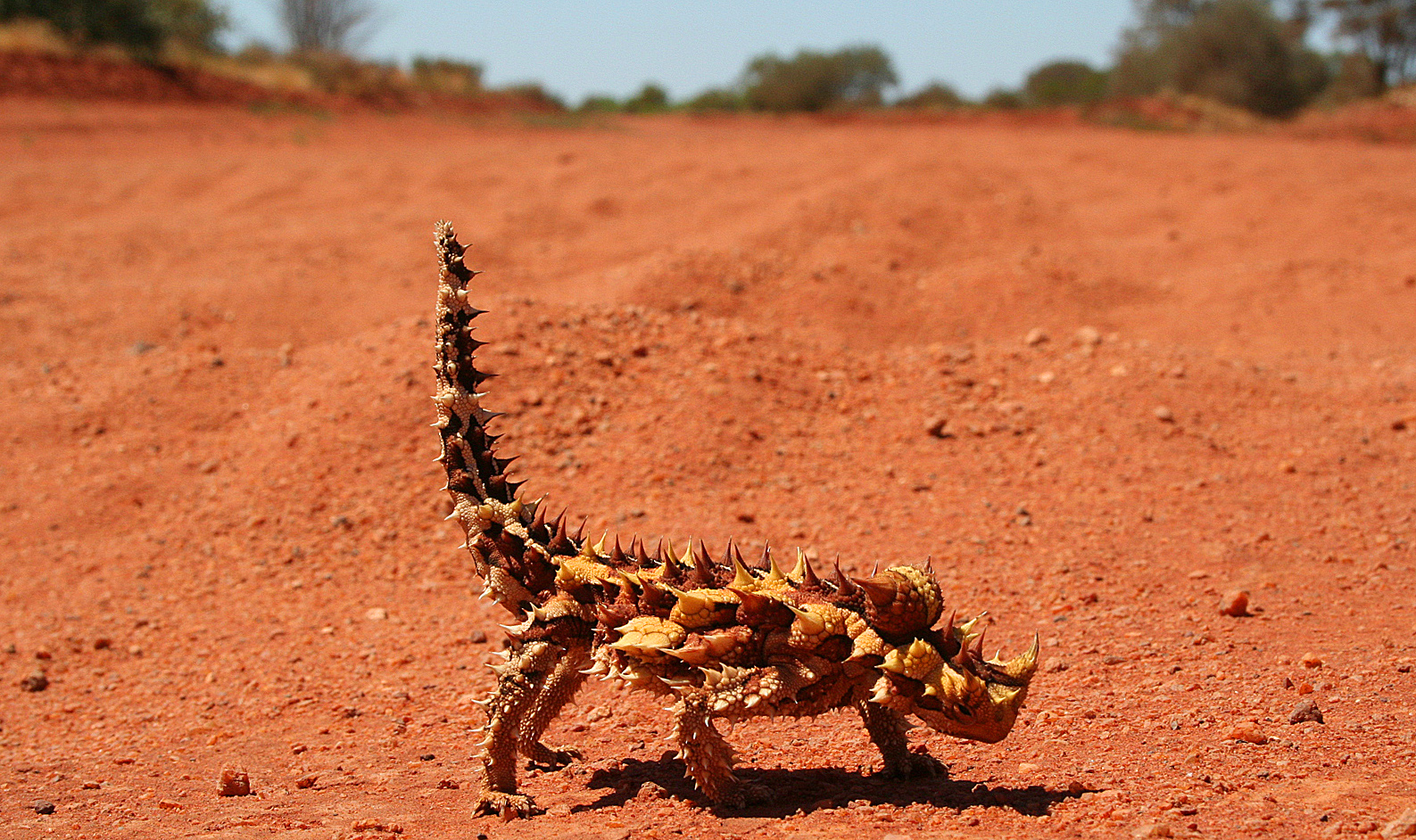
Moloch horridus.
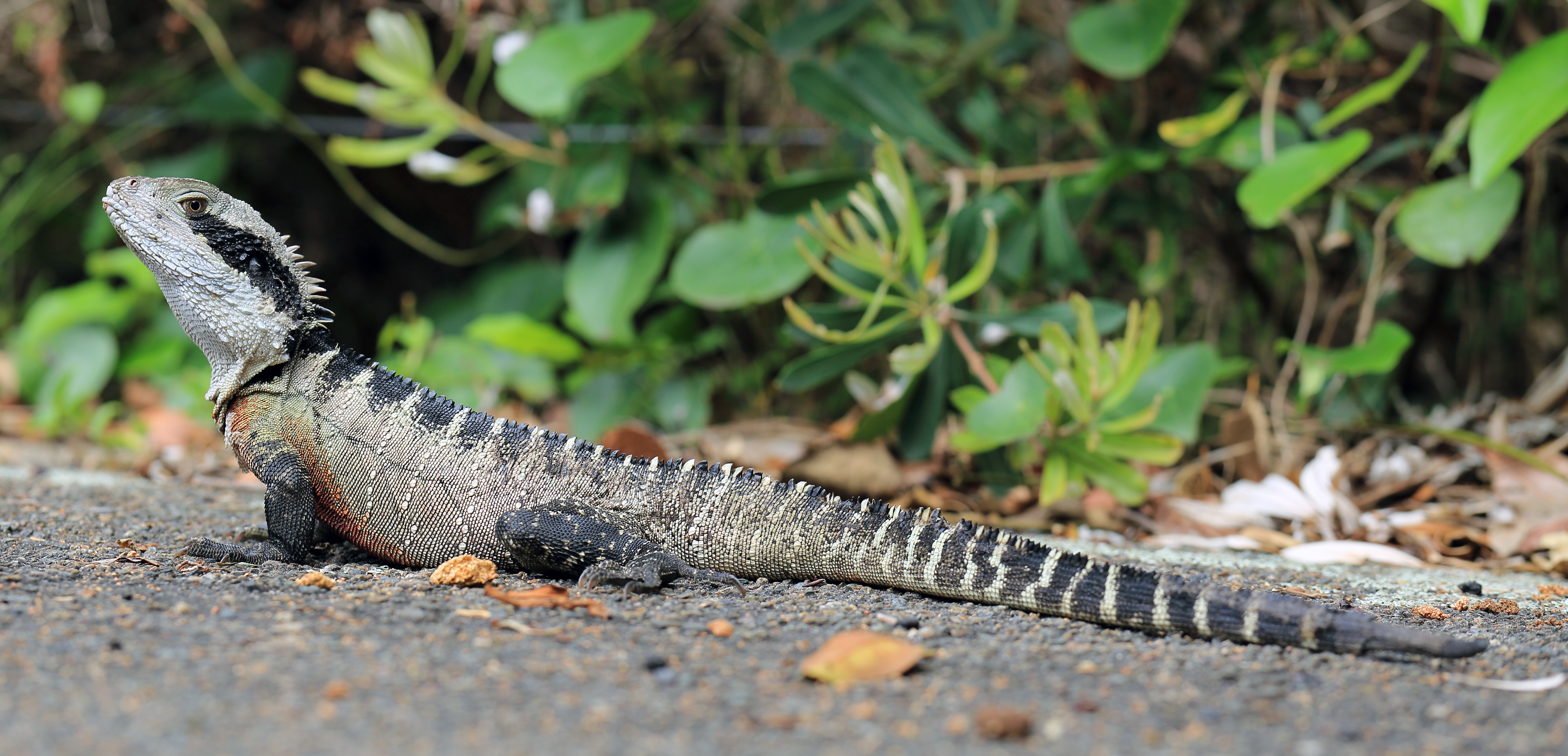
Physignathus lesueurii.
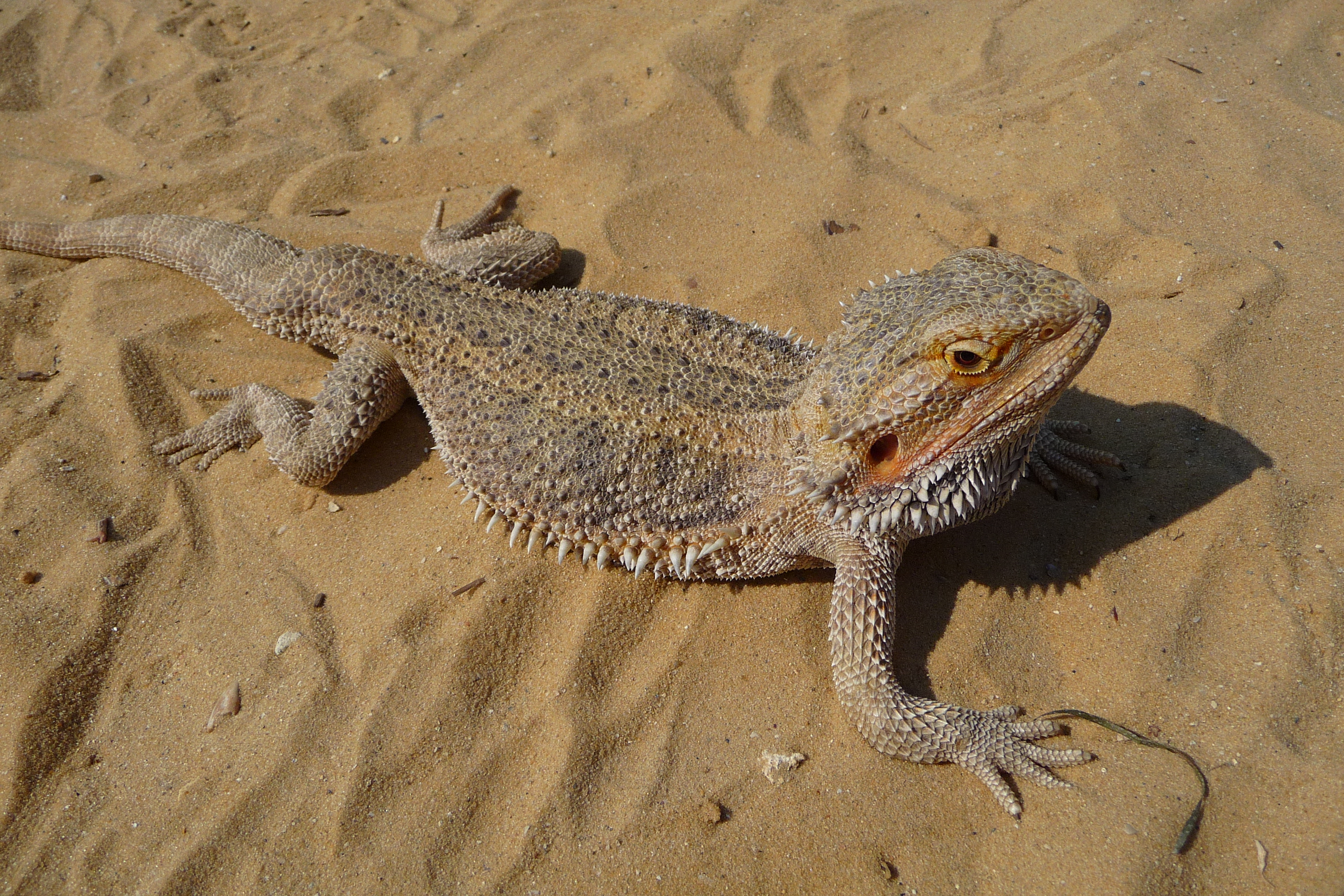
Pogona vitticeps.
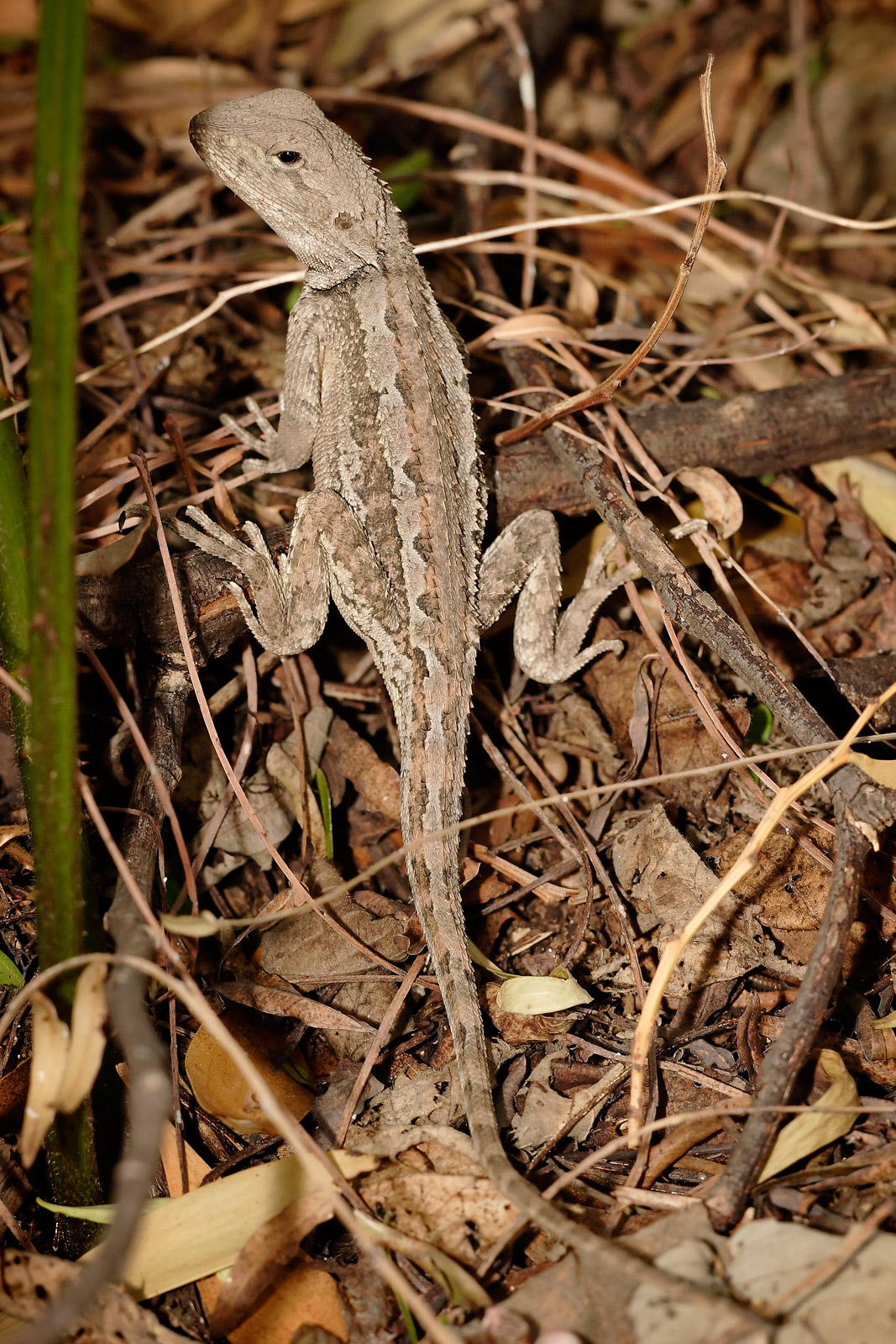
Rankinia diemensis.
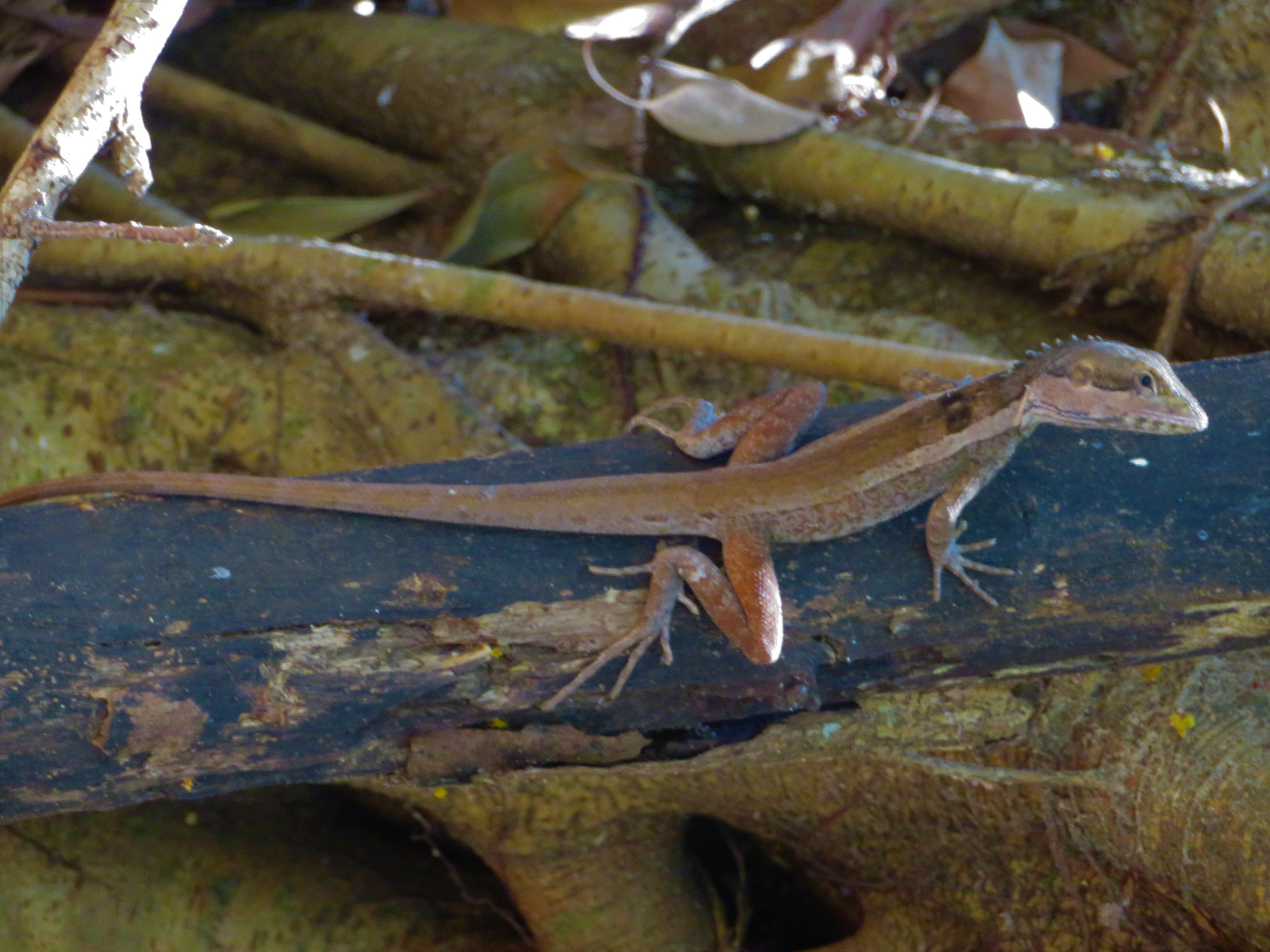
Tropicagama temporalis.
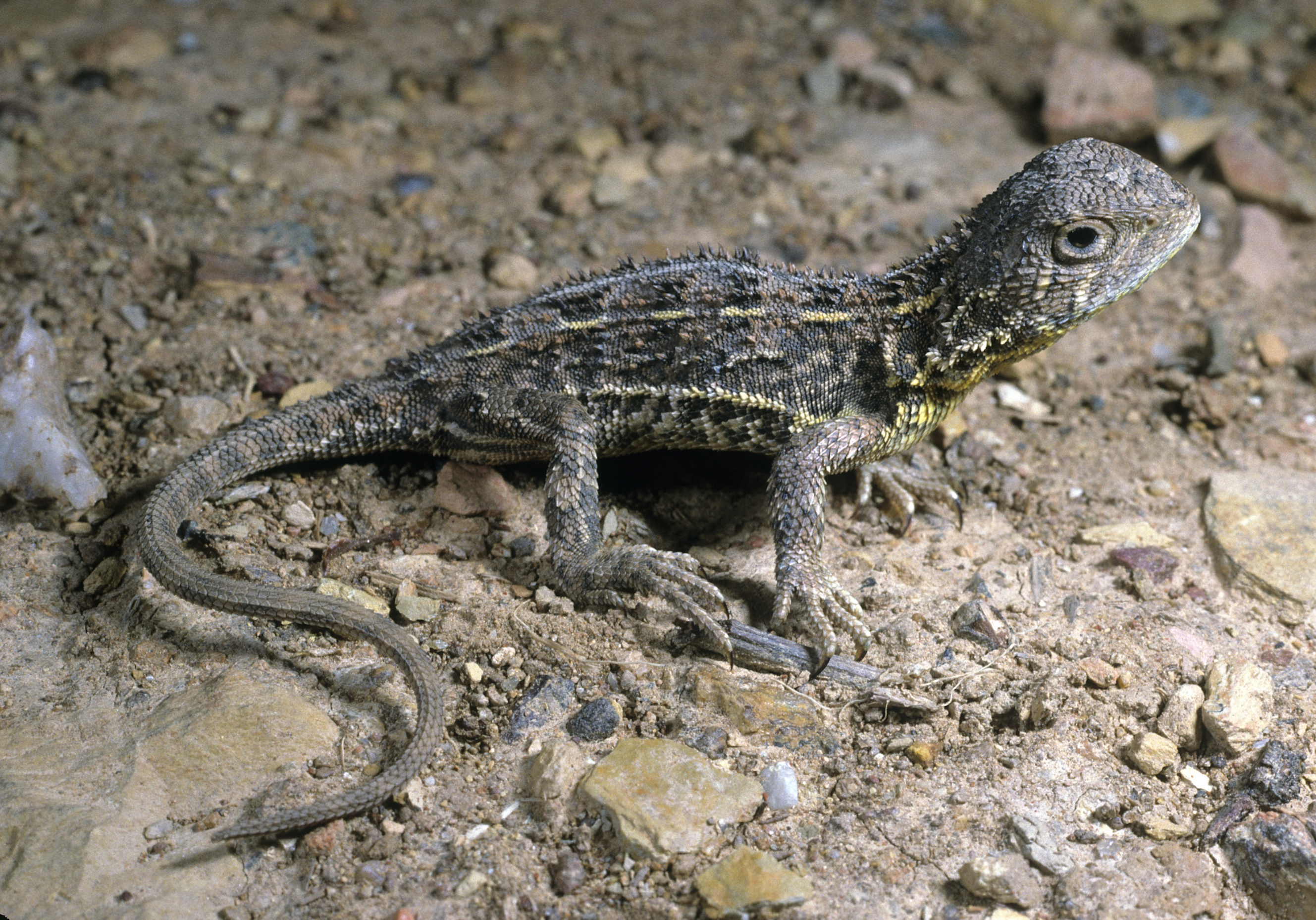
Tympanocryptis pinguicolla.
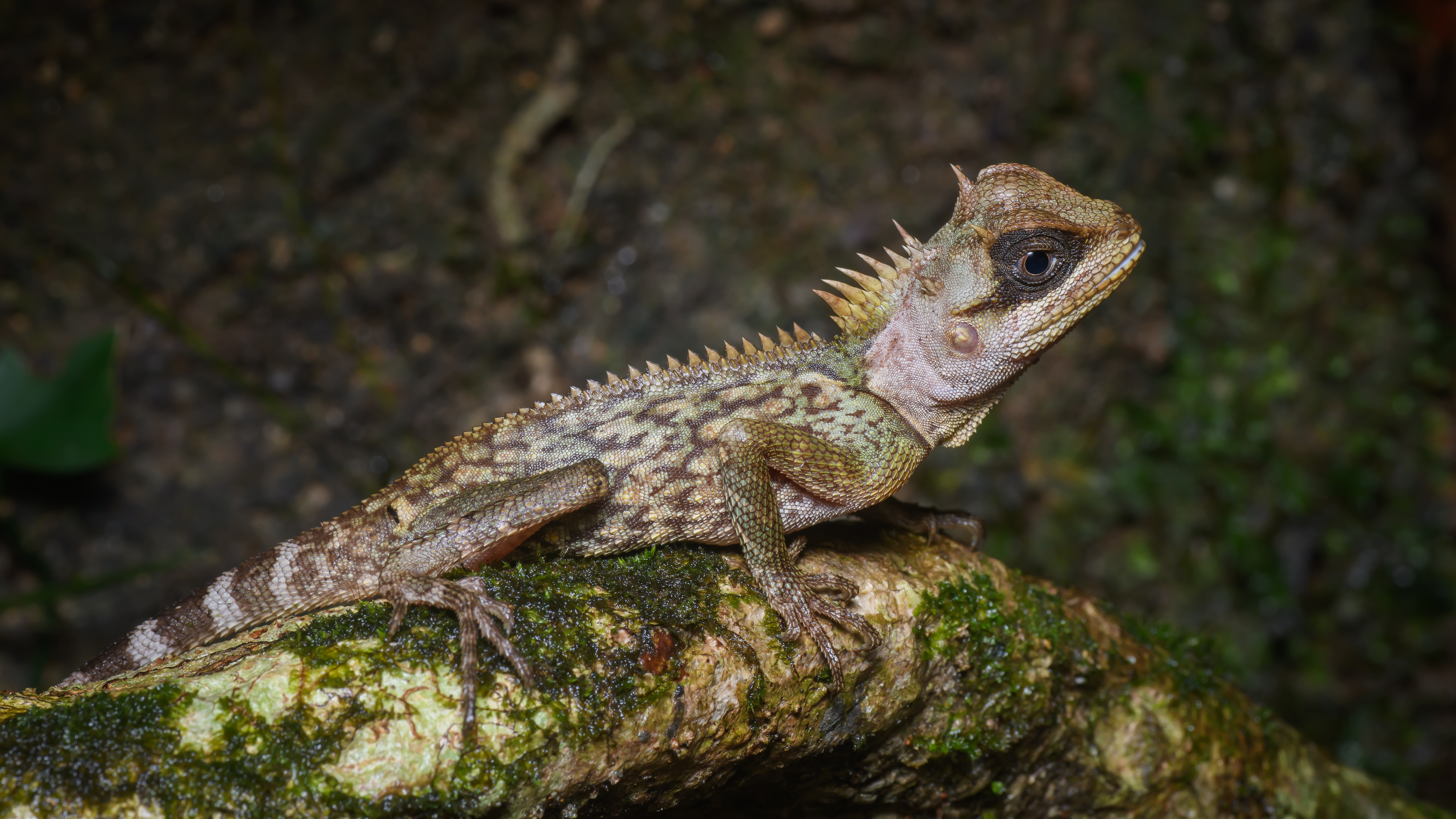
Acanthosaura cardamomensis.
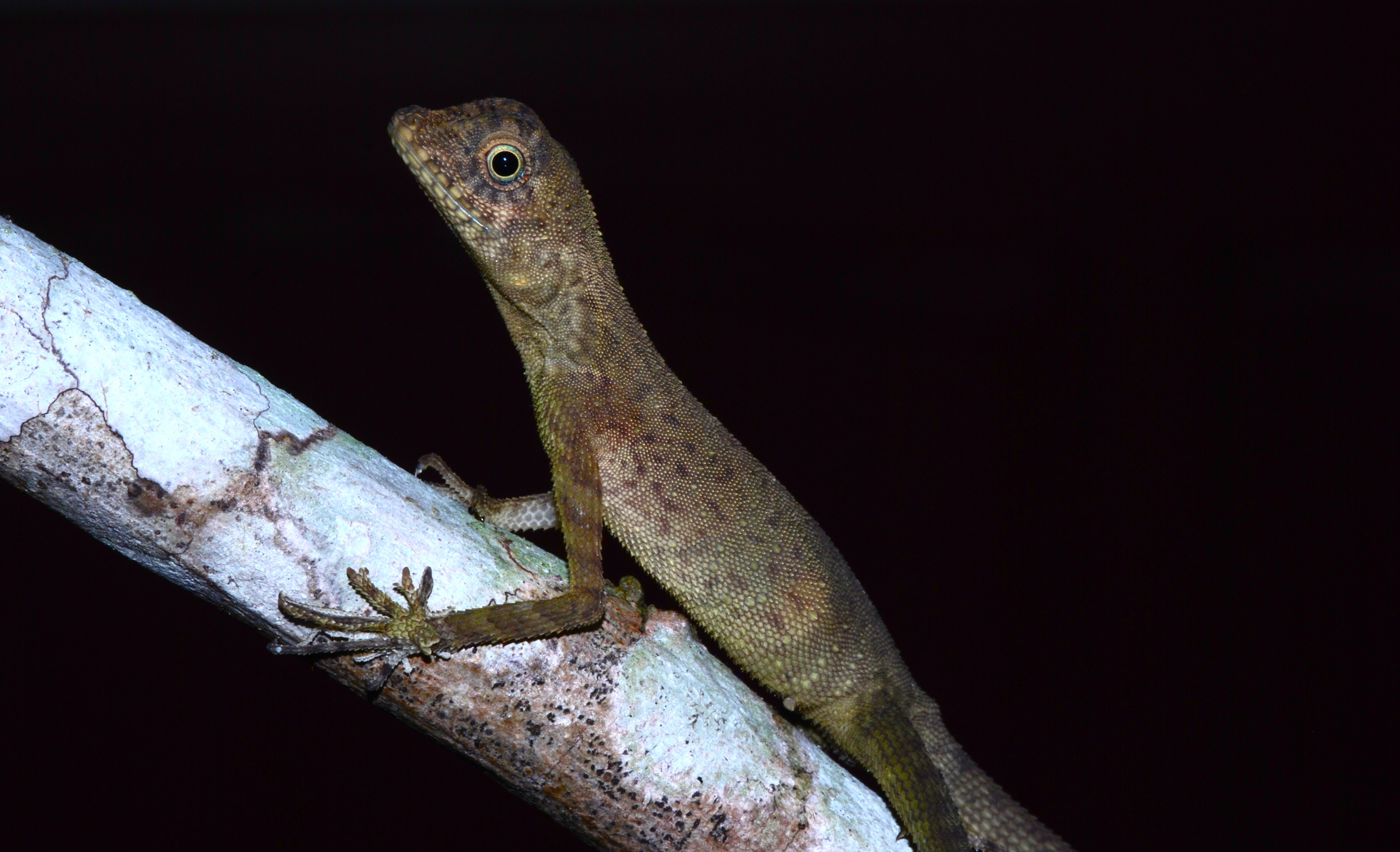
Aphaniotis fusca.
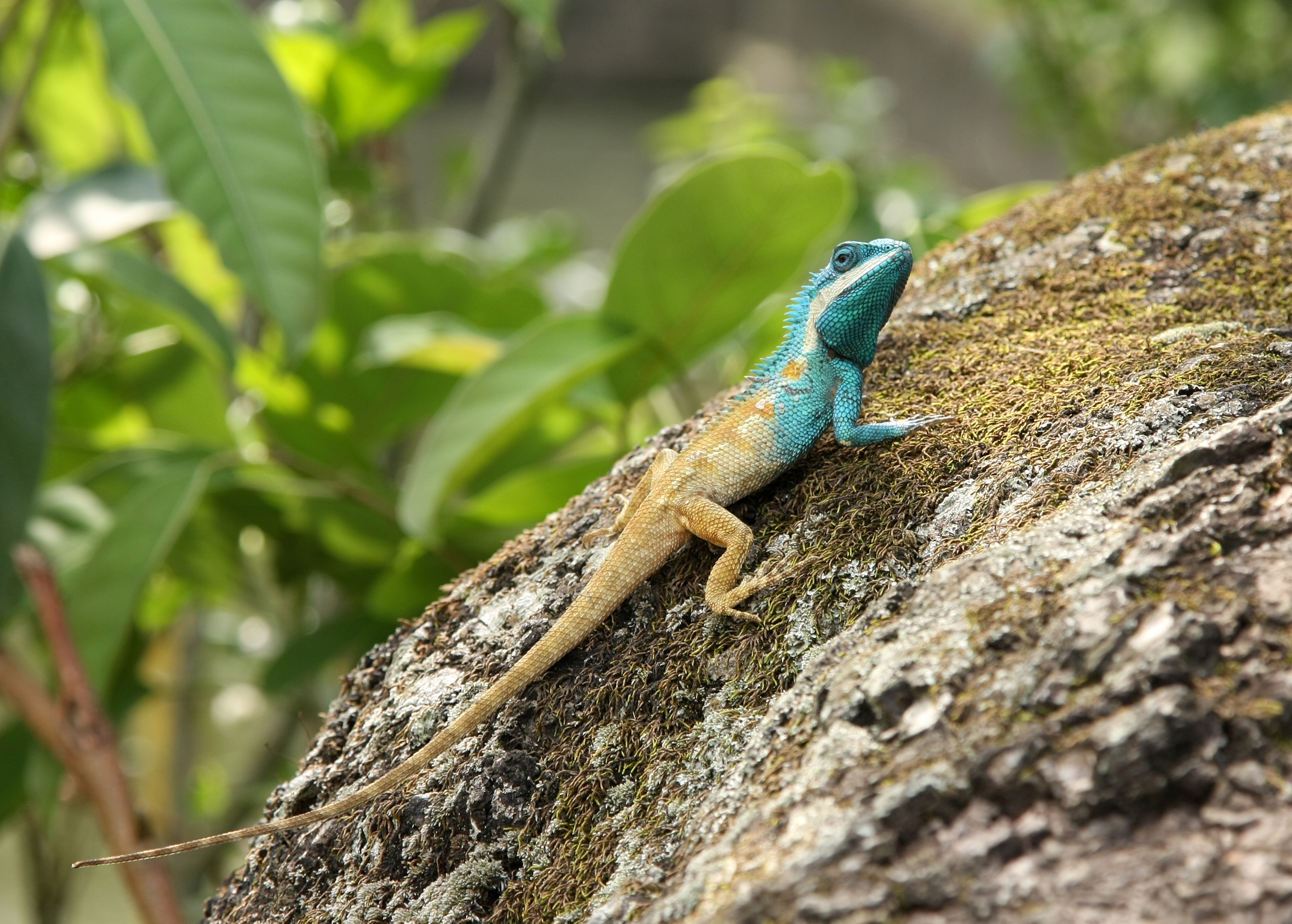
Calotes mystaceus.
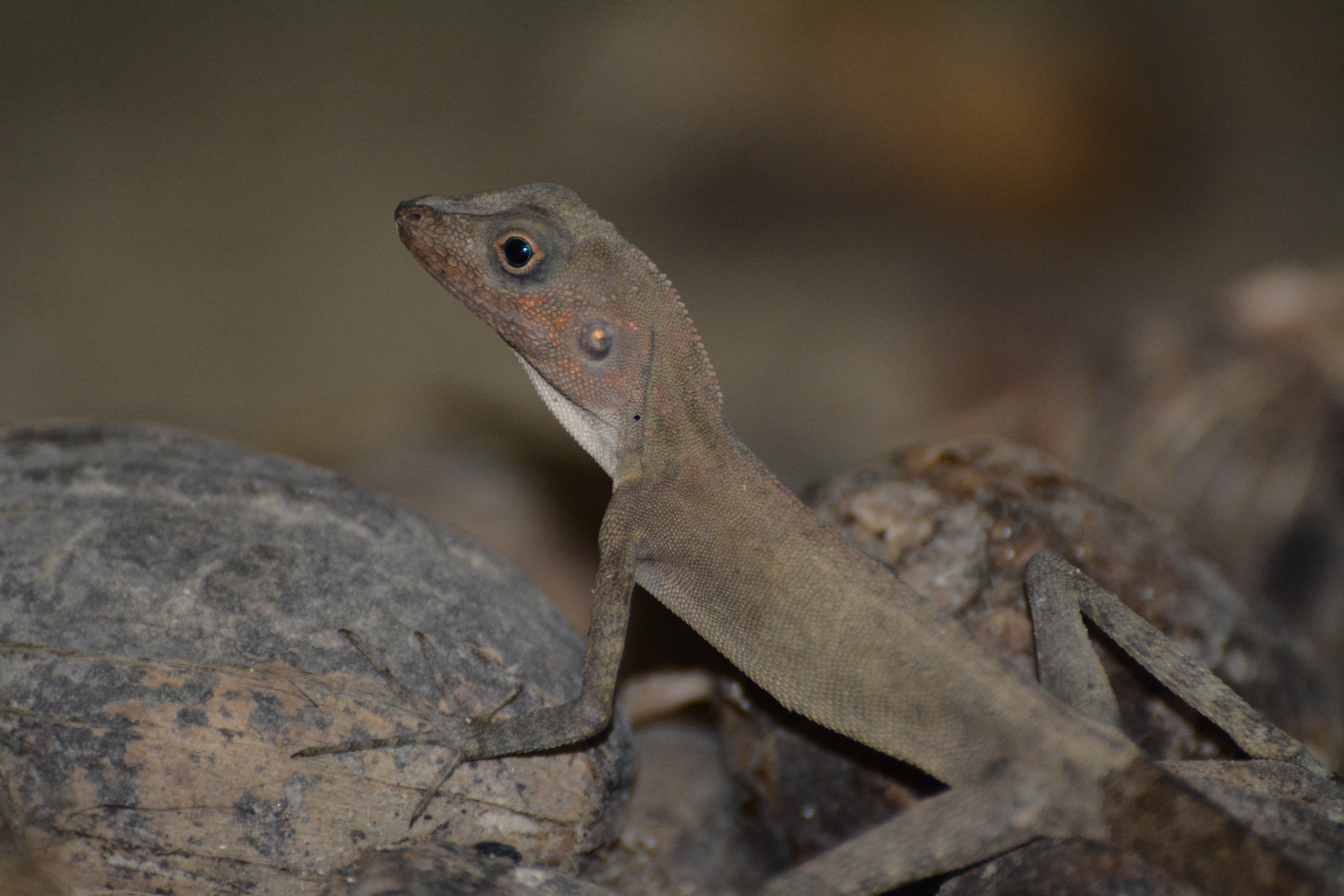
Coryphophylax subcristatus.
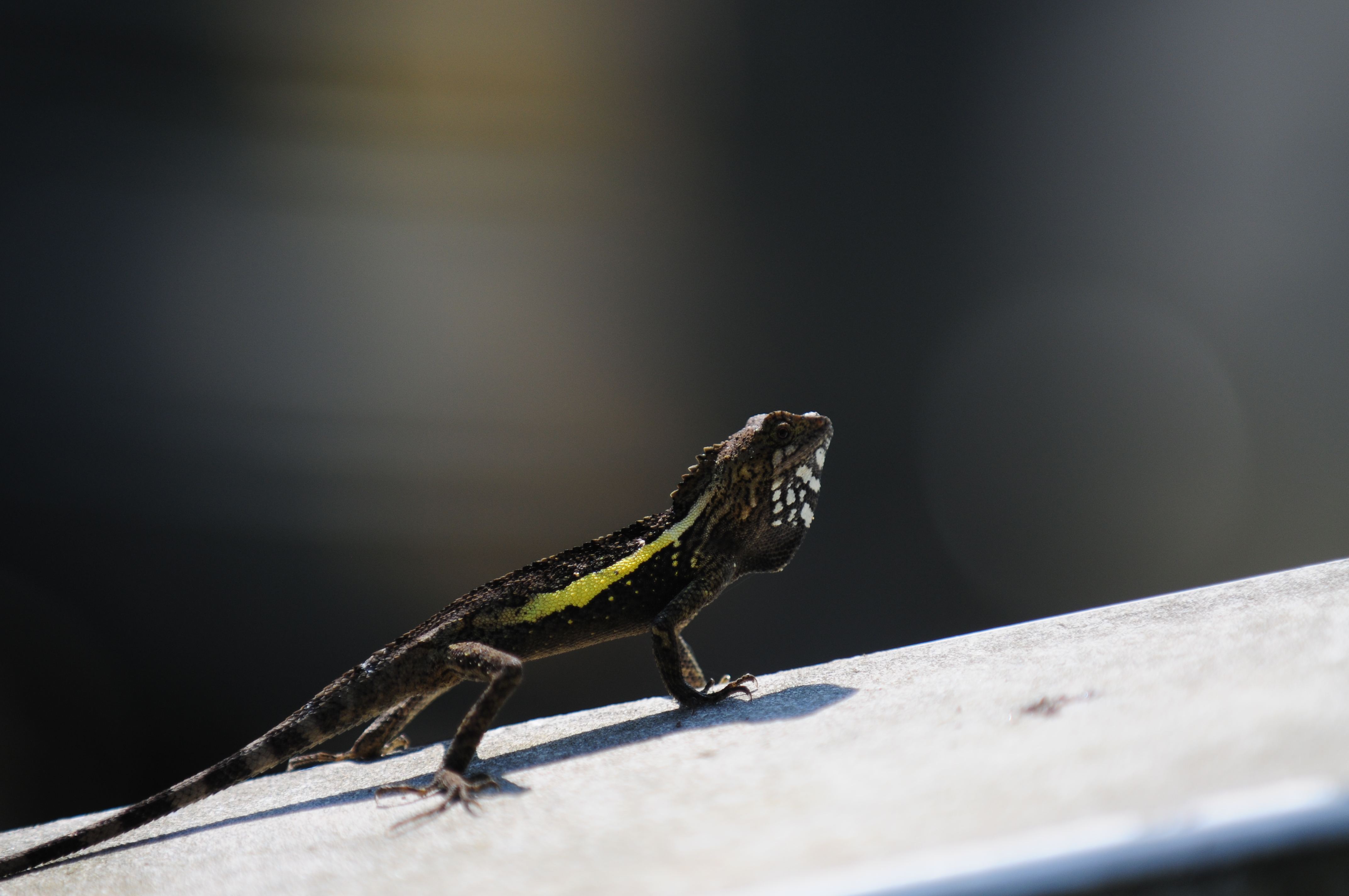
Diploderma swinhonis.
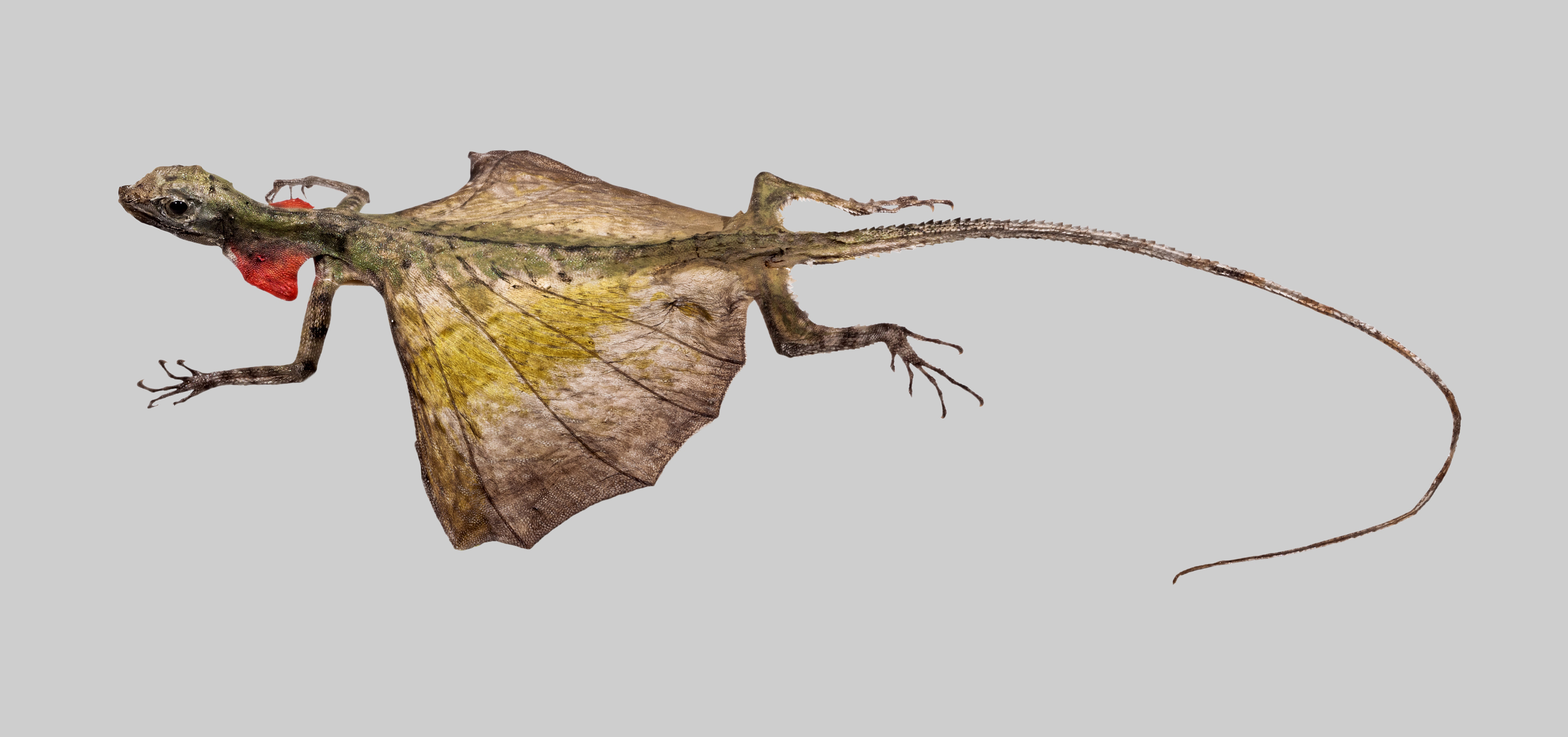
Draco volans.
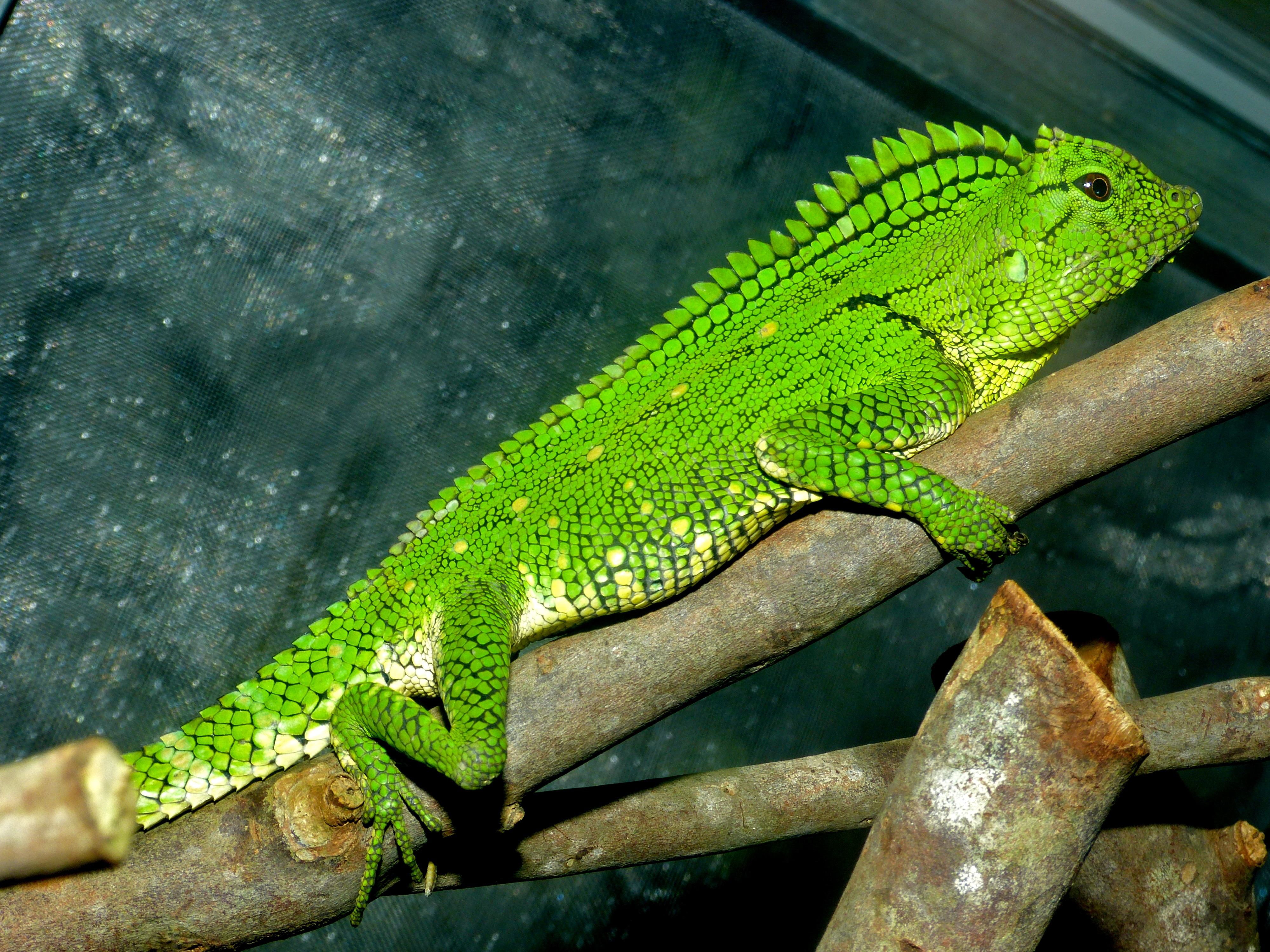
Gonocephalus abbotti.
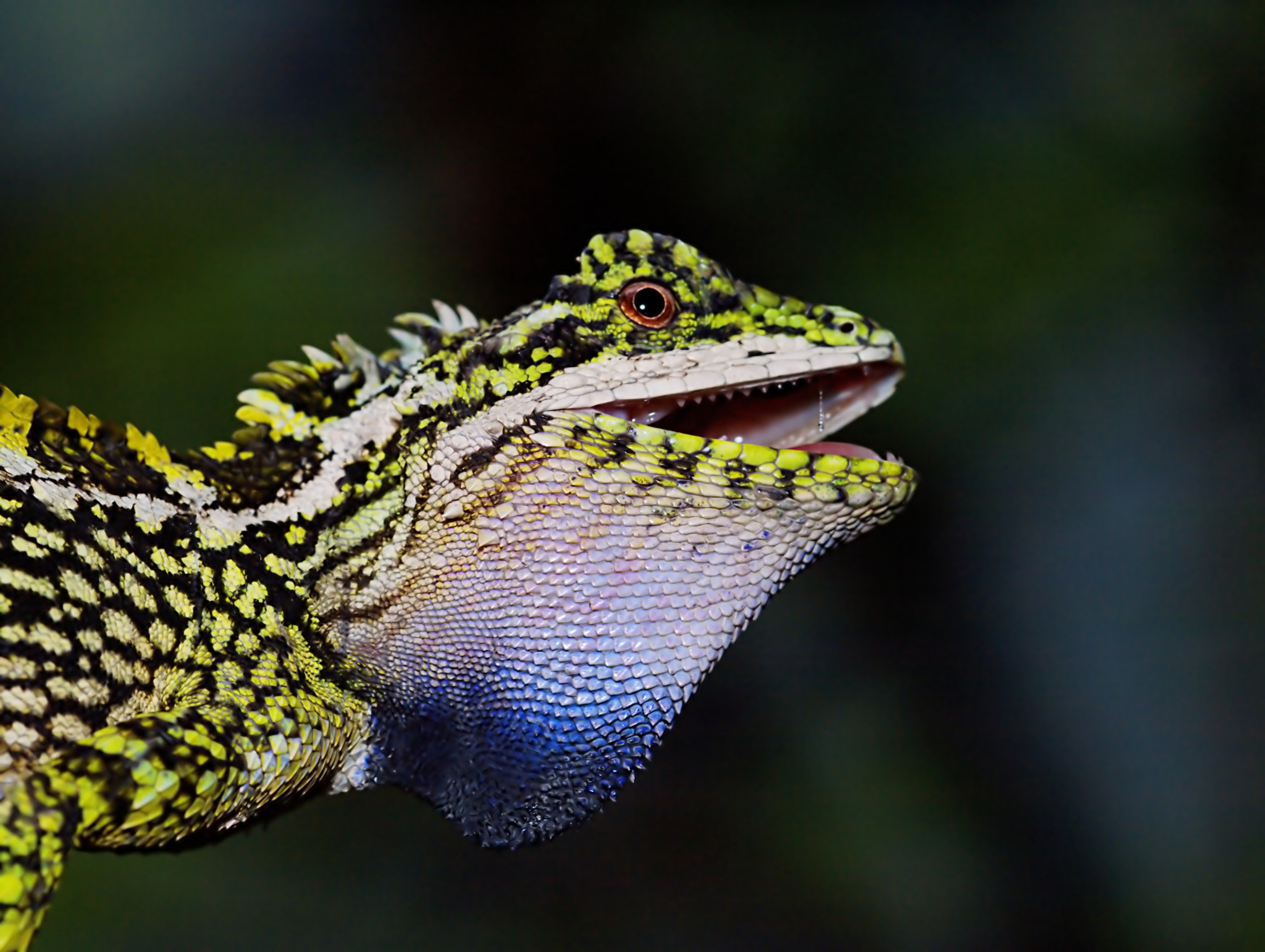
Japalura variegata.
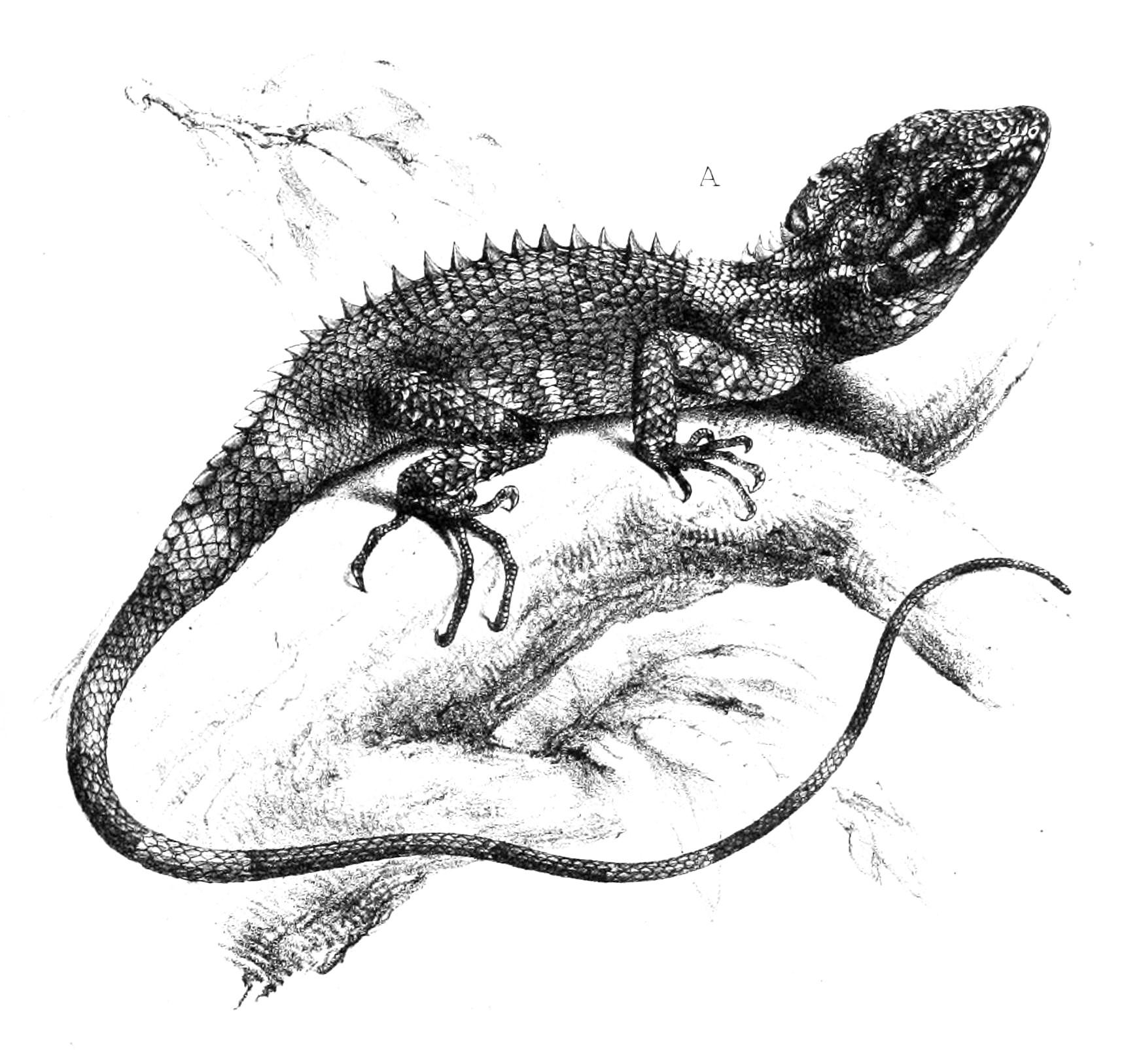
Lophocalotes ludekingi.
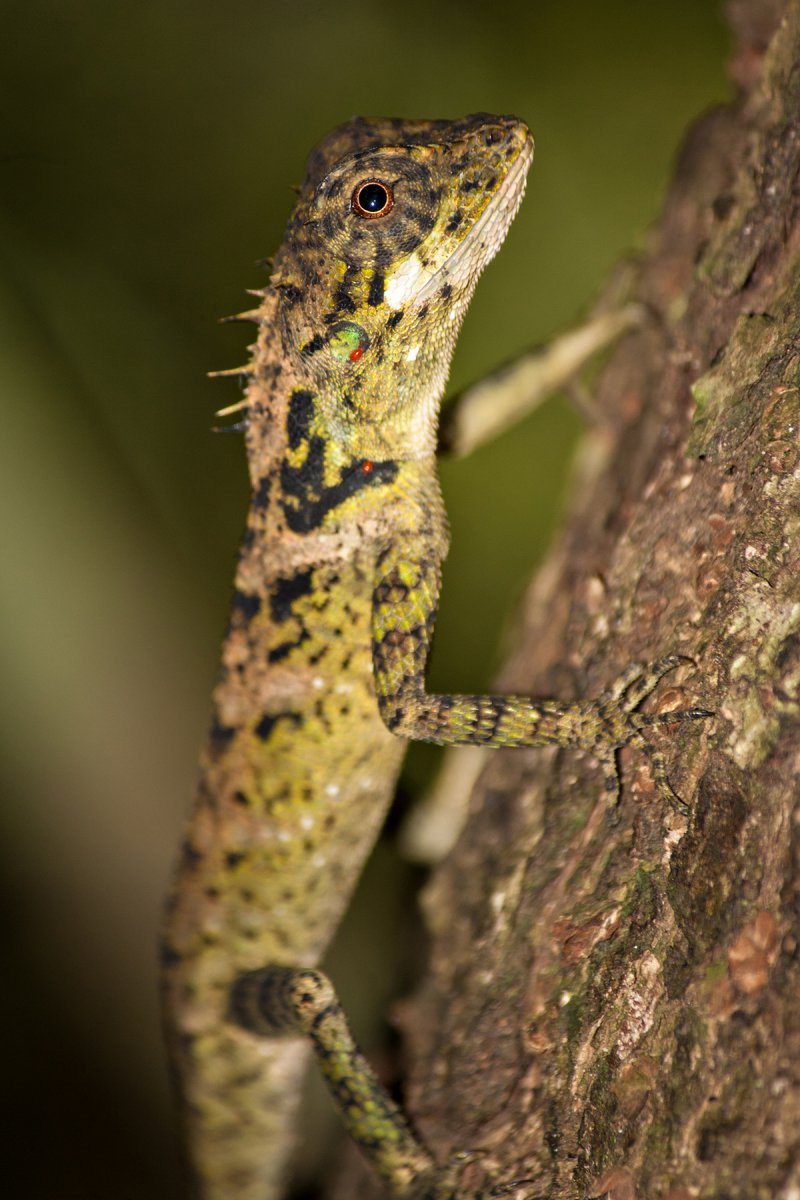
Calotes ellioti.
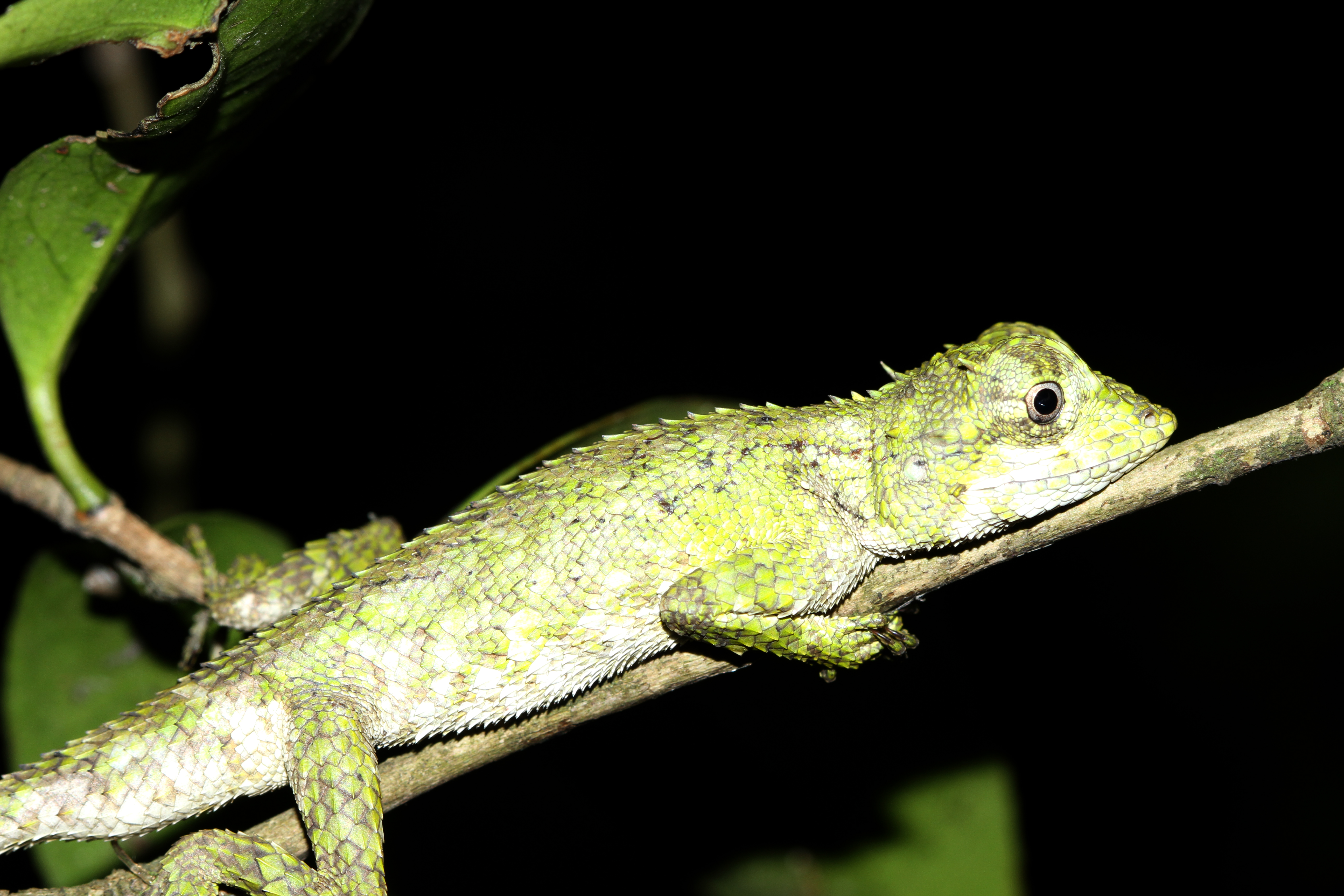
Oriocalotes paulus.
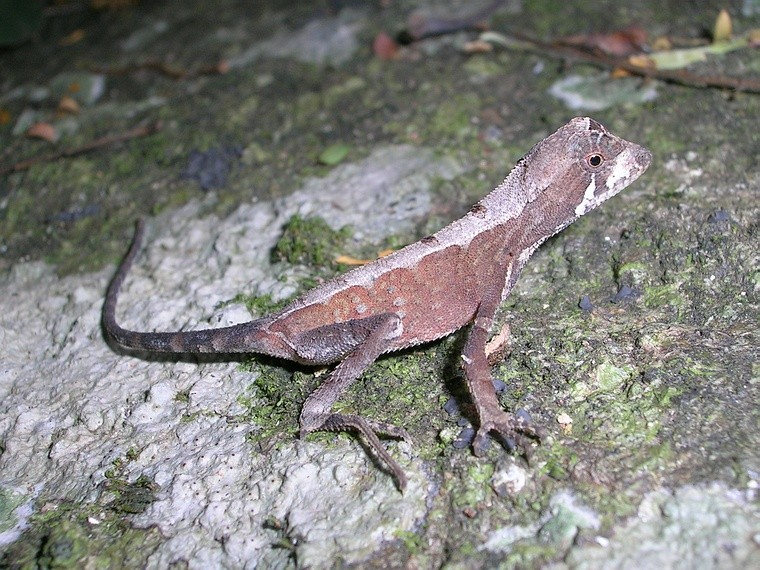
Otocryptis beddomii.
Phoxophrys tuberculata.
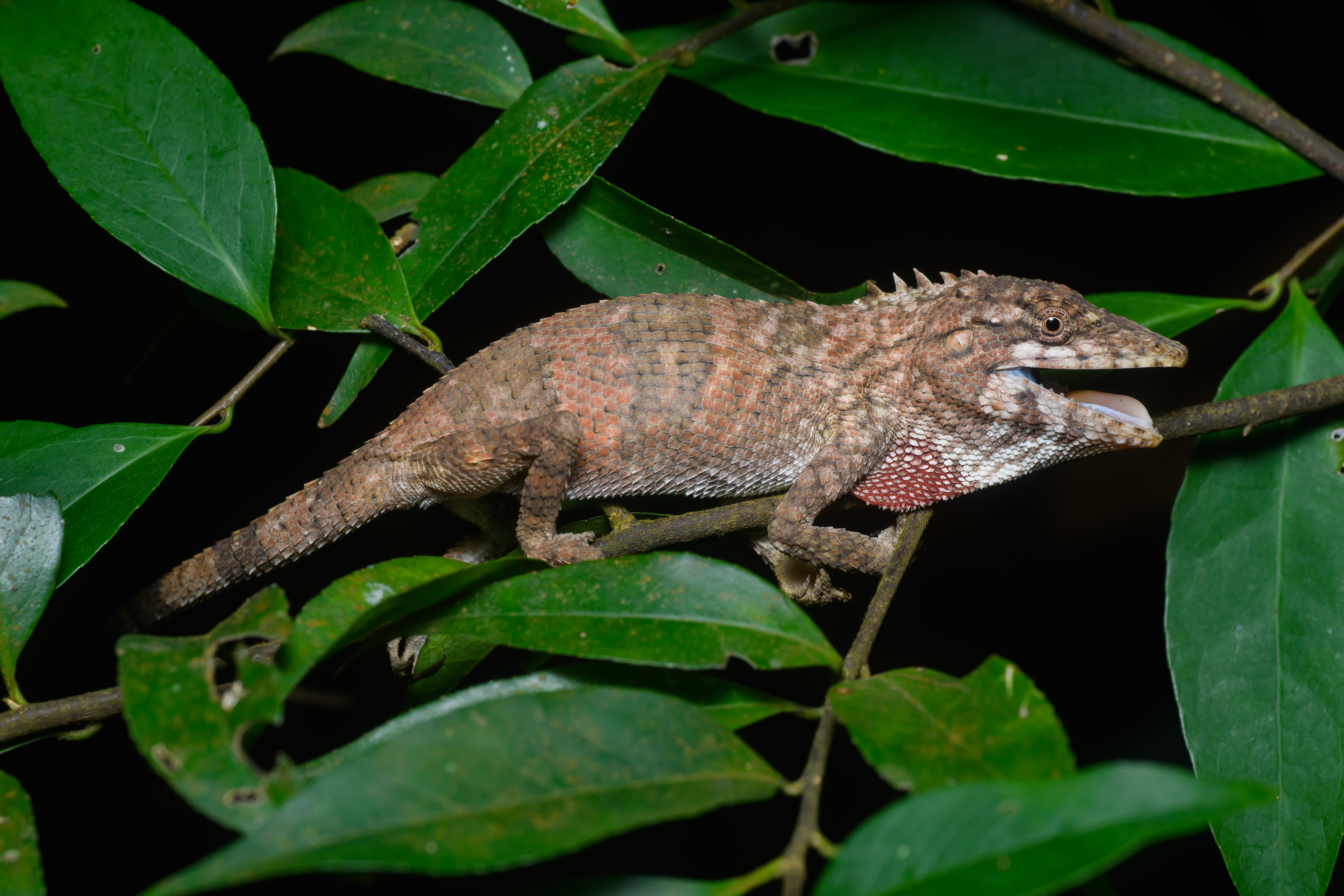
Pseudocalotes floweri.
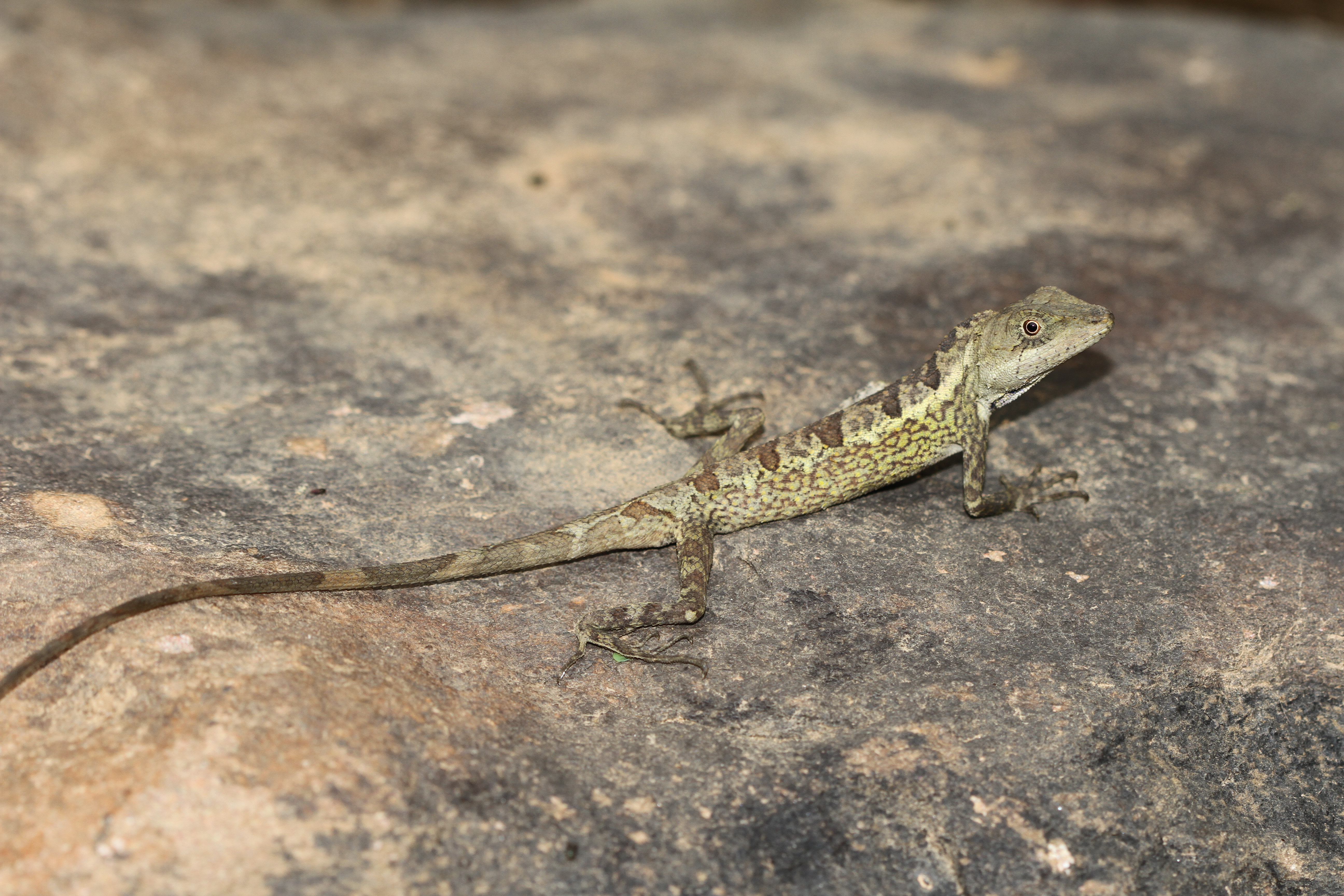
Ptyctolaemus gularis.
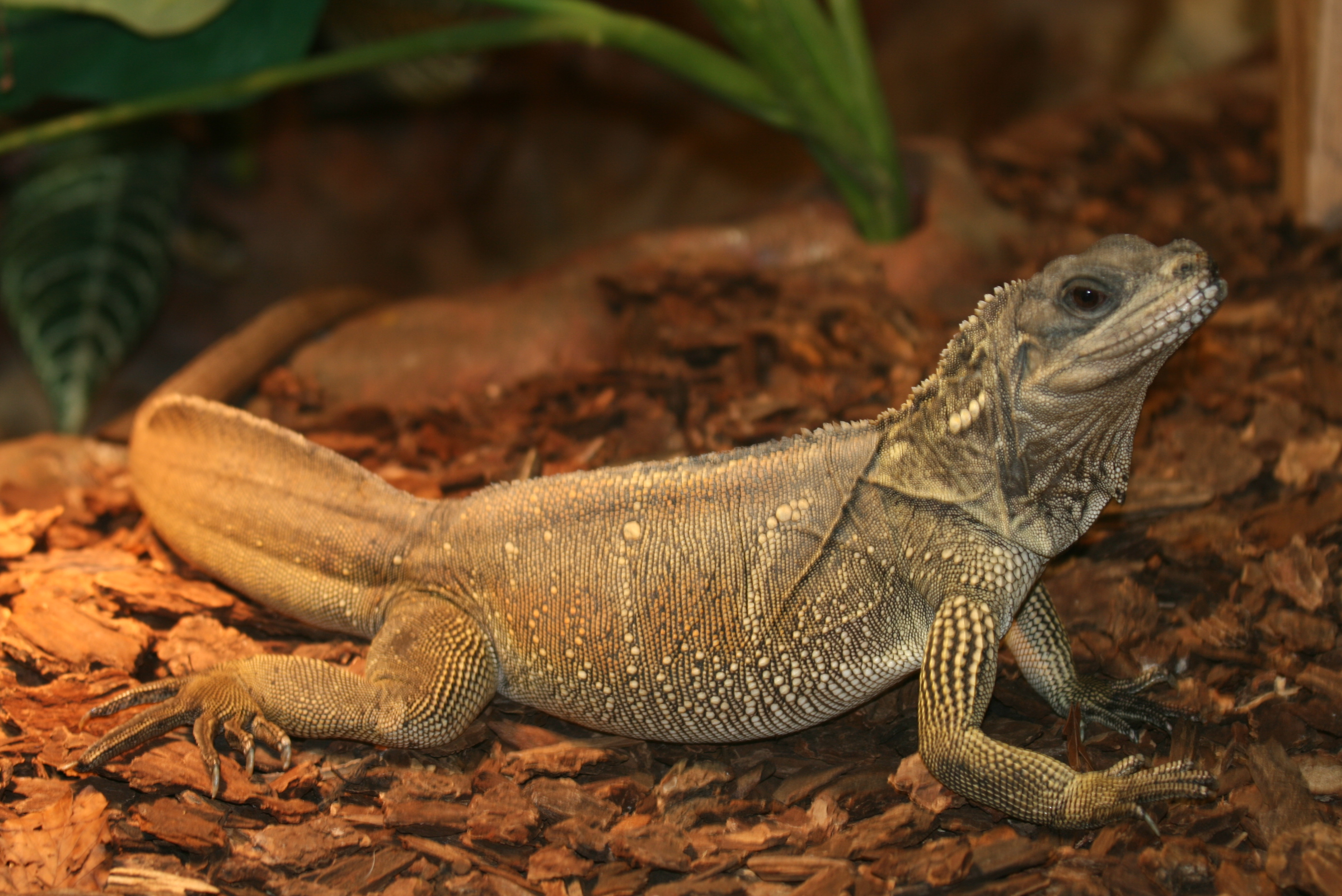
Hydrosaurus amboinensis.
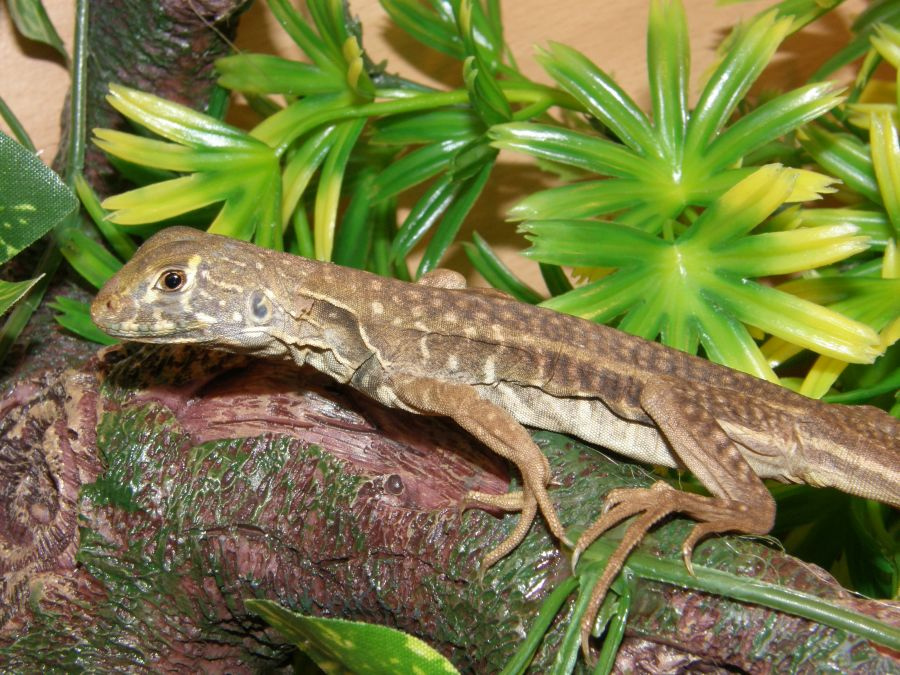
Leiolepis sp.
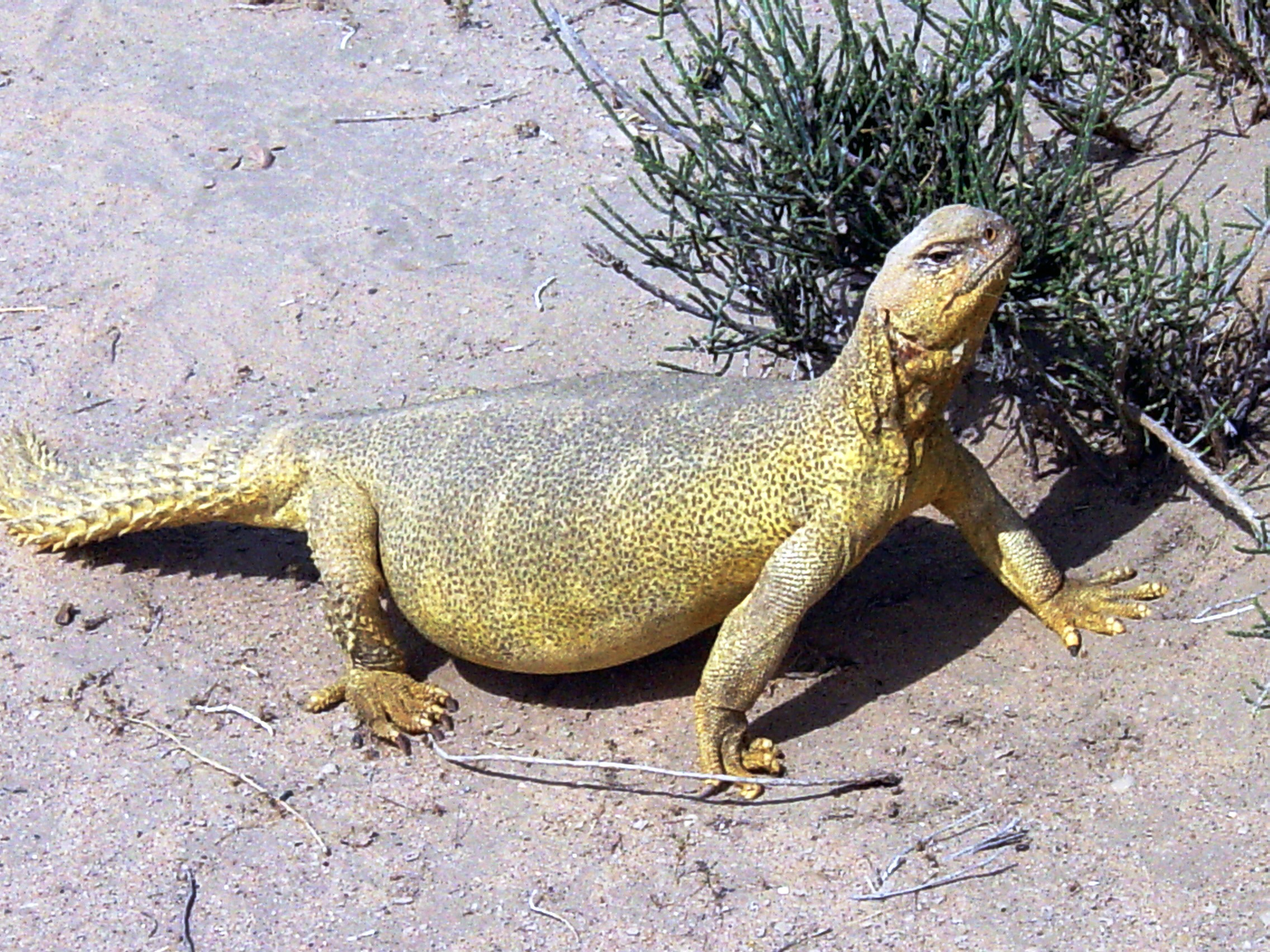
Uromastyx acanthinura.

## Étymologie
Le terme agamidae, semble venir de agama, nom donné à un lézard (voir les familles Agama et Agame des colons),.

## Taxinomie
Le genre Leiolepis est parfois placé dans la famille des « Leiolepididae »,.

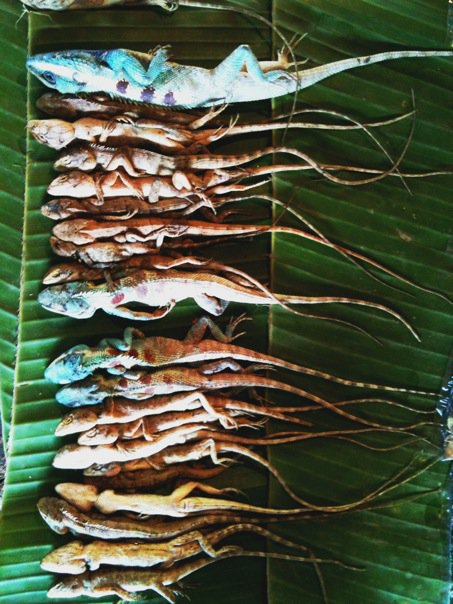
Brochette d'agames, dont des Calotes mystaceus, province de Sakon Nakhon, Thaïlande.

## Les agames et l'homme
Les agames sont parfois mangés par les hommes, en particulier en Thaïlande.